# Магазин (зброя)

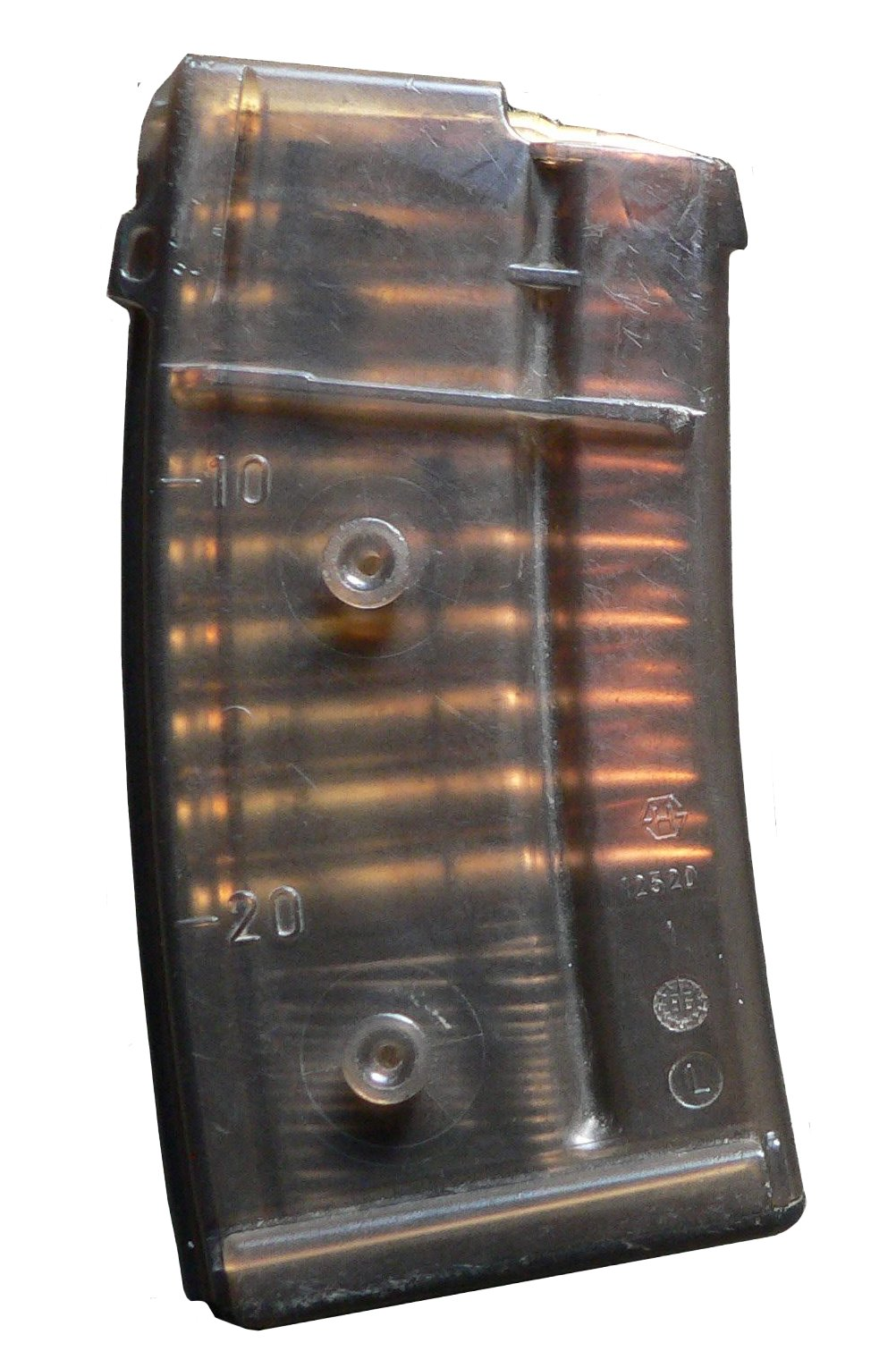
Магазин коробчатий для SIG SG 550. Збоку видно кріплення для сусіднього магазина

Магази́н пристрій для зберігання боєприпасів магазинної зброї, якій може бути незнімним (внутрішні/фіксовані магазини) або знімним. Призначенням магазина є утримання кількох набоїв разом і штовхання їх на позицію де їх підхопить затвор і спрямує їх до патронника. Знімні магазини інколи називають «обойма», хоча це є технічною неточністю, оскільки обойма є пристоєм який використовують для заряджання боєприпасів в магазин.
Магазини бувають різних форм та розмірів, від трубчастих магазинів важільних гвинтівок та помпових рушниць, де можуть одні за одним знаходитися кілька набоїв, до знімних коробчастих та барабанних магазинів для автоматичної зброї та легких кулеметів, які можуть зберігати кілька сотень набоїв. В різних юрисдикціях заборонені так звані «магазини великої місткості».

## Термінологія
Зі збільшенням кількості самозарядної та автоматичної зброї, знімні магазини ставали все більш популярними. Незабаром після прийняття на озброєння пістолета M1911, термін «магазин» обрали військові та збройні експерти, хоча часто використовують термін «обойма» (але лише по відношенню до знімних магазинів і ніколи по відношенню фіксованих). Визначальною відмінністю між обоймою та магазином полягає в наявності механізму подачі набоїв магазині, зазвичай це пружинний штовхач, чого немає в обоймі. Зазвичай магазин складається з чотирьох деталей: пружини, штовхача, корпусу та основи. Обойма може бути зроблена з одного суцільного шматка штампованого металу і не має рухливих частин. Прикладом обойми є револьверні обійми у вигляді півмісяця; «знімні» обойми такі, що використовують військові для набоїв 5,56 мм, асоціюється з прискорювачем заряджання; або пачка для заряджання карабіна M1 Garand. Використання терміна «обойма» для позначення знімних магазинів викликає серйозні розбіжності.

## Історія
Для заряджання першої вогнепальної зброї використовували розсипний порох та свинцеву кулю, а щоб зробити більше одного пострілу без перезаряджання використовували багатоствольну зброю, наприклад, пістолет пеппербокс та двоствольні рушниці або зброю з кількома каморами, наприклад, револьвери. Все це було важким і громіздким у порівнянні з одним стволом і однією каморою, тому робилися чисельні спроби зробити зброю з одним стволом, в якій би заряди розташовувалися один за другим. Серед перших магазинних гвинтівок була гвинтівка Калтоффа яка мала складну систему заряджання де окрему подавалися куля, порох та капсуль, проте, серійна магазинна зброя з'явилася лише після початку масового виробництва унітарних набоїв.

### Перший трубчастий магазин

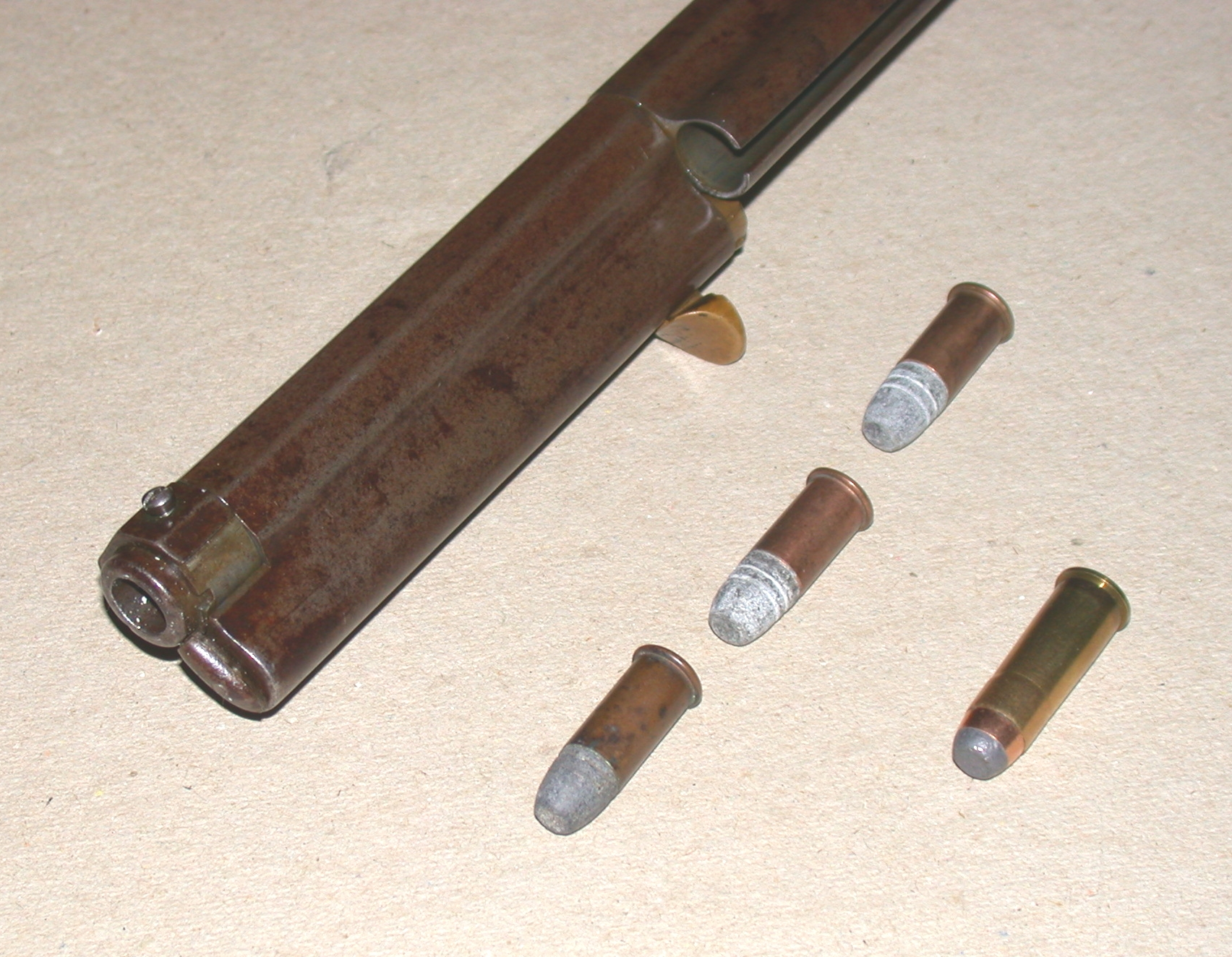
Зарядний патрубок відкрито, три набої Henry Flat у порівнянні з набоєм .44 WCF

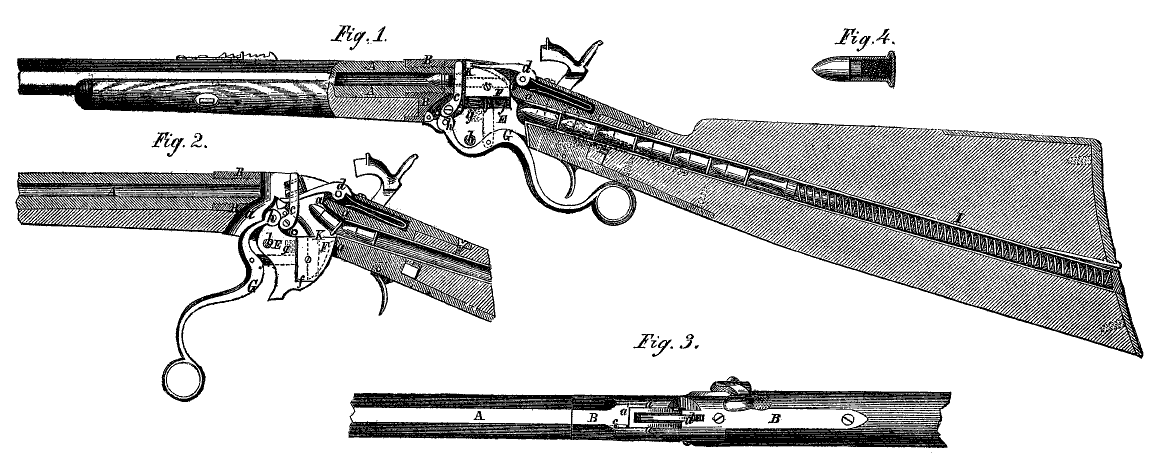
Схематичне зображення гвинтівки Спенсера з трубчастим магазином у прикладі

Першою серійною багатозарядною зброєю з постійним «трубчастим магазином» стала пневматична гвинтівка Жирандоні австрійської армії, яку представили в 1779 році.
Першою серійною магазинною вогнепальною зброєю стала гвинтівка Volcanic яка заряджалася порожнистими кулями з пороховими зарядами в порожнині та капсулем, які подавалися в патронник з трубки яка отримала назву «магазин» з вбудованою пружиною для штовхання набоїв в УСМ, звідки кулі подавалися до патронника. Його назвали на честь будівлі чи приміщення, яке використовували для зберігання боєприпасів. Невелика потужність боєприпасів Rocket Ball, які використовувала компанія Volcanic прирекли її на обмежену популярність.
Магазинна гвинтівка Генрі була казнозарядною гвинтівкою важільної дії з трубчастим магазином і була покращеною версією раніше створеною гвинтівки Volcanic. Розроблена Бенджаміном Тайлером Генрі в 1860 році, стала першою вогнепальною зброєю, яка використовувала унітарні металеві набої. Гвинтівка Генрі була представлена напочатку 1860-х років і випускалася до 1866 року в США компанією New Haven Arms Company. У невеликій кількості гвинтівки використовували в армії Союзу під час Громадянської війни і стала популярною через велику потужність ніж стандартні карабіни. Багато з них пізніше потрапили на Захід і використовувалися під час битви при Літтл-Біггорн. Гвинтівка стала основою для знакової гвинтівки Вінчестера яку випускають до цього часу. Гвинтівки Генрі та Вінчестера були на озброєнні багатьох армій в тому числі Туреччини. Швейцарія та Італія адоптували схожі конструкції.
Другою за популярністю гвинтівкою з трубчастим магазином стала гвинтівка Спенсера, яку використовували під час Громадянської війни. У гвинтівці Спенсера трубчастий магазин розташовувався у прикладі, а не під стволом і заряджався новими металевими набоями кільцевого запалення. Гвинтівка Спенсера була успішною, але набої кільцевого запалення могли випадково зайнятися в магазині і зруйнувати магазин. Крім того міг постраждати стрілець.
У 1880-х роках у арміях почали набувати популярності нові гвинтівки з ковзними затворами. Їх часто оснащували трубчастими магазинами. Гвинтівка Mauser Model 1871 спочатку була однозарядною, а потім отримала трубчастий магазин під час оновлення в 1884 Році. Норвезька гвинтівка Jarmann M1884 прийнята на озброєння в 1884 також мала трубчастий магазин. Французька гвинтівка Lebel M1886 мала 8-зарядний трубчастий магазин.

### Незнімний магазин

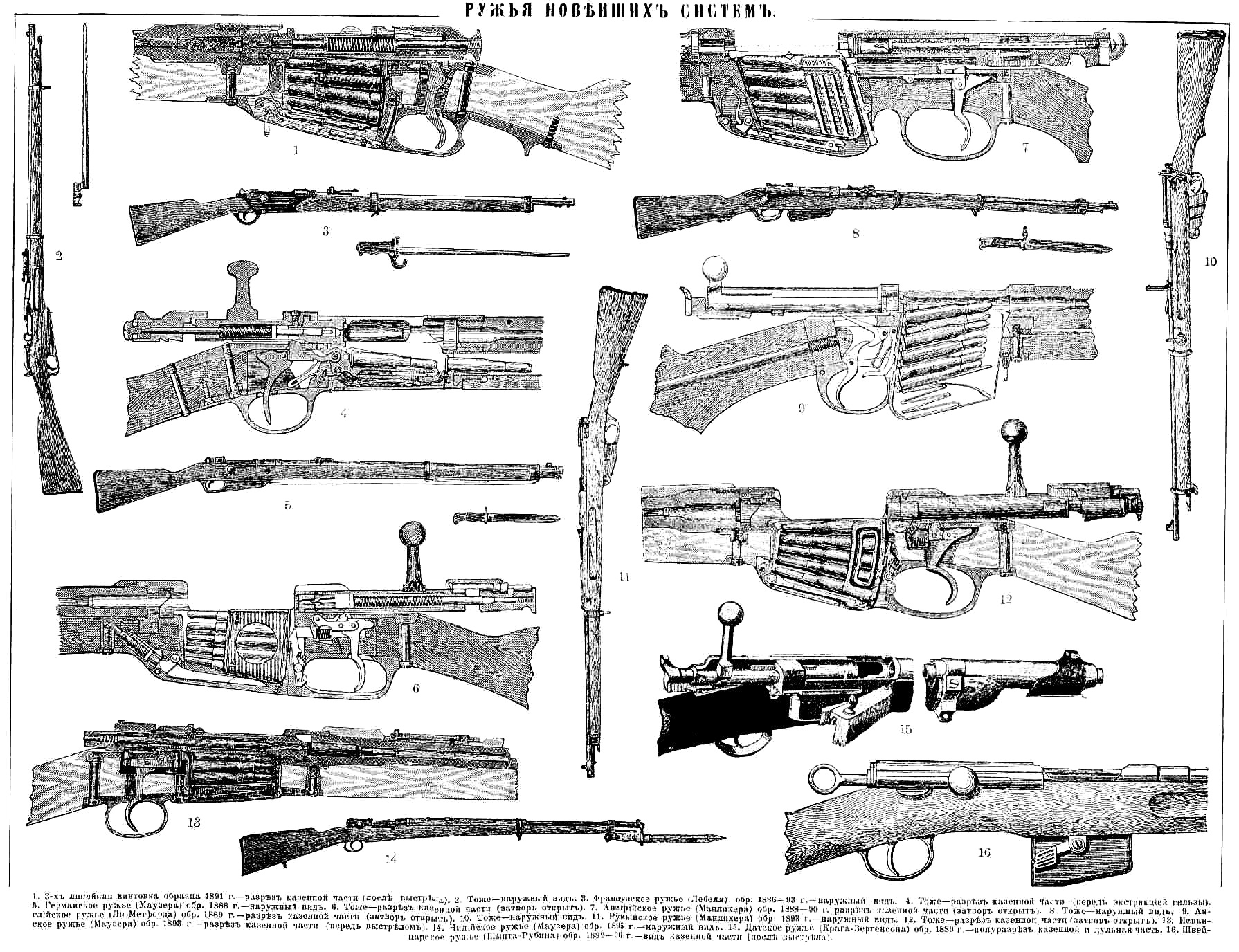
1905 Військові магазинні гвинтівки.
1 & 2: Мосін-Наган
3 & 4: Lebel
5 & 6: Gewehr 1888
7 & 8: Mannlicher M1888
9 & 10: Lee–Metford
11 & 12: Dutch-Mannlicher M1895
13 & 14: Mauser M1893
15: Krag–Jørgensen
16: Schmidt–Rubin M1889

Військовий набій розвивався по мірі розвитку магазинних гвинтівок. Набої з великокаліберних (.40 калібр/10 мм та більше) перетворювалися на дрібнокаліберні, які стріляли легшими, високошвидкісними кулями та використовували новий бездимний порох. Гвинтівка Lebel M1886 стала першою гвинтівкою в якій почали використовувати набої з бездимним порохом, крім того куля стала діаметром 8 мм wadcutter з живленням з трубчастого магазина. Пізніше це стало проблемою коли боєприпаси Лебеля отримали більш аеродинамічну гостроносу кулю. Потрібно було внести зміни в гільзу набою центрального запалення щоб гостроноса куля не могла пробити капсуль наступного набою в магазині через відбій або при заряджанні. Сьогодні це залишається проблемою вогнепальної зброї важільної дії.
Два перших патенти на коробчасті магазини належать Ролліну Вайту в 1855 році та Вільяму Гардінгу в 1859 році. Знімні магазини були запатентовані в 1864 році американцем Робертом Вілсоном. На відміну від більш пізніх магазинів, цей магазин вставлявся в трубчастий магазин в прикладі зброї. Another box magazine, closer to the modern type, was patented in Britain (No. 483) by Mowbray Walker, George Henry Money and Francis Little in 1867. Коробчастий магазин з розташуванням набоїв один над одним запатентував Джейс Періс Лів 1879 та 1882 роках, а вперше його використали в Австрії у 11 мм гвинтівці з прямим ковзним затвором Mannlicher M1886. Для заряджання магазина також використовували обойму на 5 набоїв.

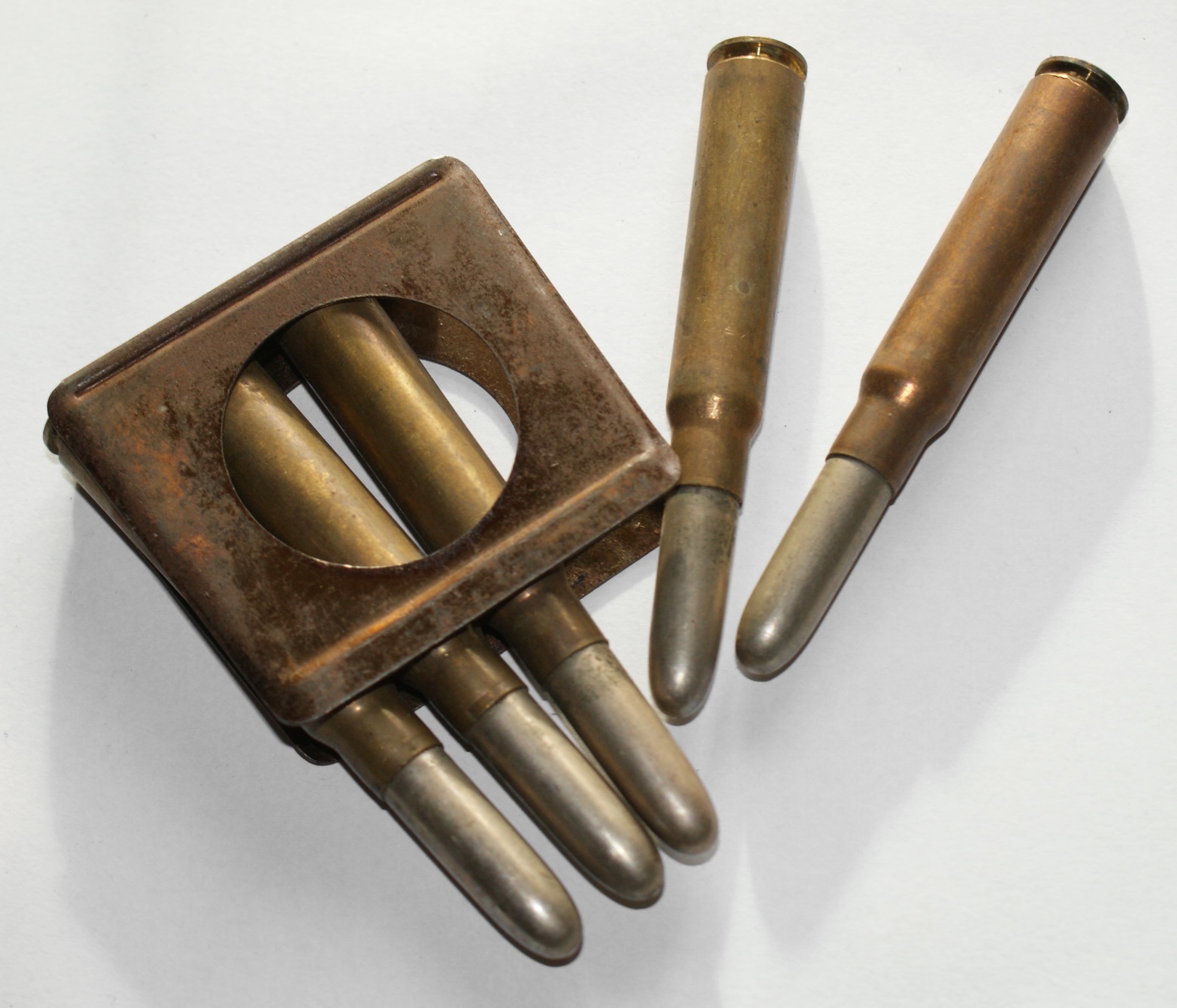
Пачка та 8 мм набій гвинтівки Gewehr 88

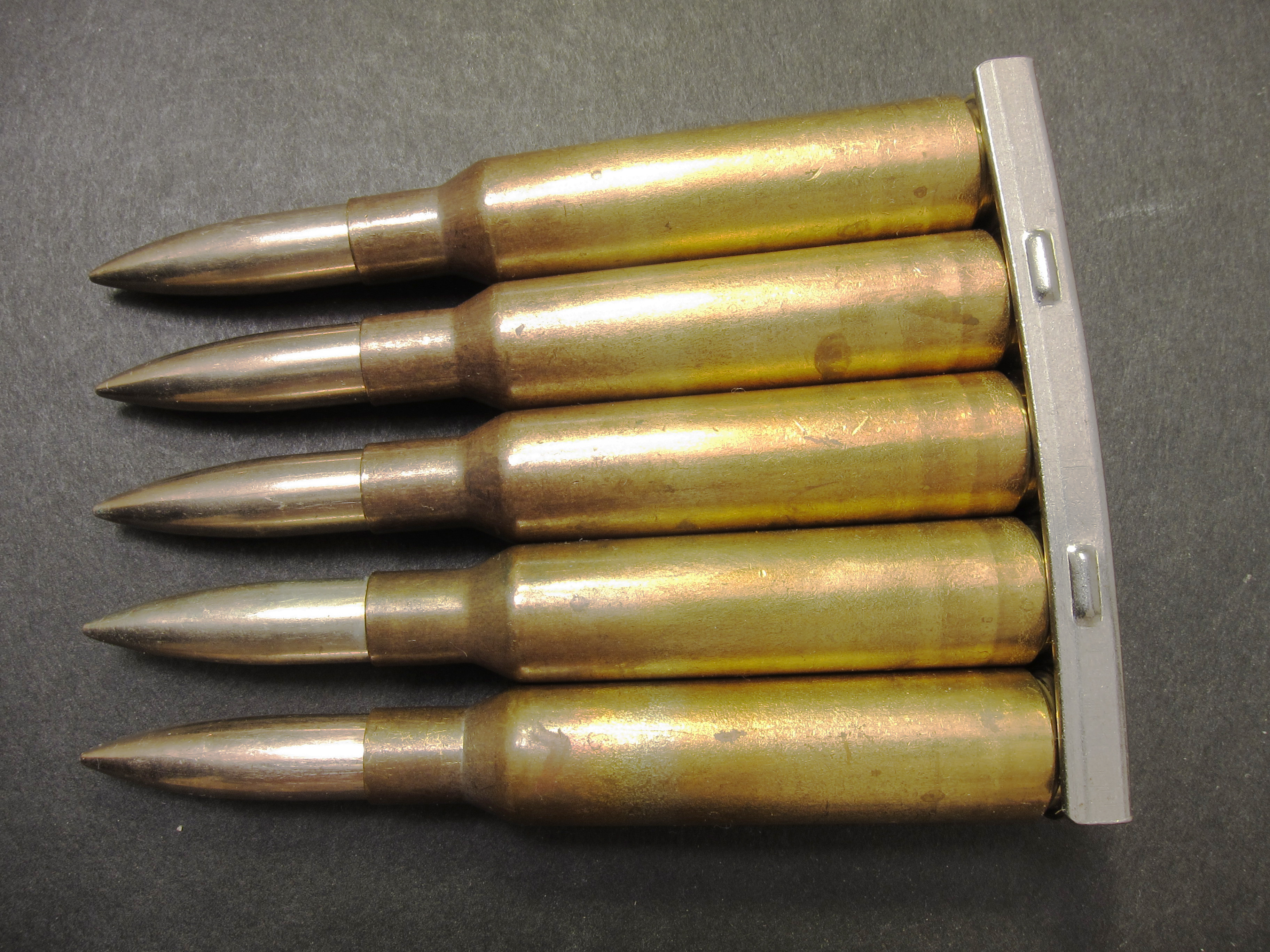
З'ямна обойма шведського маузера з набоями 6,5×55 мм

Гвинтівка з ковзним затвором Krag-Jørgensen була розроблена в Норвегії в 1886 році і мала унікальний роторний магазин який було вмонтовано в ствольну коробку. Як і в магазині Лі, в роторному магазині набої розташовувалися поряд, а не один за одним. Як і більшість роторних магазинів він заряджався через віконце зарядки по одному набою, яке розташовувалося на боку ствольної коробки. Магазин Krag-Jørgensen був надійний, але був дорогим у виробництві і повільно перезаряджався. Його використовували лише в трьох країнах: в Данії в 1889 році, в США в 1892 році, та в Норвегії в 1894 році.

#### Обойми
Обойма (у Великій Британії має назву chargers) це пристрій який використовують для зберігання кількох набоїв разом, для швидкого заряджання в магазин або барабан вогнепальної зброї. Це прискорює процес заряджання та перезаряджання, оскільки вогнепальну зброю можна одночасно зарядити кількома набоями, замість заряджання по одному набою. Існує кілька типів обойм, більшість з них зроблені з недорого метала шляхом штампування для одноразового використання, хоча часто їх використовують повторно.
Першу обойму розробив Фердинанд Манліхер у вигляді en bloc або пачки і вперше її прийняла на озброєння армія Автсро-Угорщини, австро-угорці використовували їх під час Першої світової війни в гвинтівках Mannlicher M1895, похідні якої прийняли військові інших країн. Німці використали цю систем у своїй гвинтівці Gewehr 1888 з внутрішнім магазином на 5 набої і пачкою для швидкого заряджання. Одна з проблем з системи en bloc полягає в тому, що вогнепальною зброєю неможливо практично користуватися без готового запасу (в більшості випадків одноразових) обойм. Пауль Mauser вирішив цю проблему представивши знімну обойму, яка була потрібна лише для швидкого заряджання магазина: її не потрібно було повністю вставляти в магазин. Він продовжив покращувати моделі гвинтівок для використання знімних обойм від 1889 до 1898 під різні калібри, пізніше таку систему прийняли на озброєння багато країн світу. В 1890 році французи прийняли на озброєння 8 мм гвинтівку Бертьє з внутрішнім магазином на 3 набої, який заряджався пачками; порожні пачки випадали з низу коли вставляли нову пачку згори.
Наприкінці 1800-х років було багато нетривких конструкції, таких як M1895 Lee Navy та Gewehr 1888, які замінили гвинтівки Springfield M1903 та Mauser 98 відповідно. Російська гвинтівка Мосіна-Нагана, прийнята на озброєння в 1891 році, стала винятком. Вона не була революційною; це була гвинтівка з ковзним затвором під набій з бездимним порохом невеликого калібру та фіксованим коробчастим магазином з живленням згори за допомогою знімних обойм, все це були особливості, які використовувались у попередніх військових гвинтівках. Особливою відмінністю гвинтівки стало те, що вона поєднувала в собі всі ранні розробки і візуально не змінилася з часу прийняття її на озброєння в 1894 році до Другої світової війни, зі снайперськими варіантами, які використовують і тепер.

#### Замикач магазина
Цікавою особливістю багатьох гвинтівок з ковзним затвором кінця 19-го та початку 20-го століття були замикачі магазинів, інколи їх називають переривачі подачі. Це механічний пристрій який не дає зарядити гвинтівку з магазина, змушуючи стрільця вручну заряджати кожний набій для стрільби, щоб зберегти набої в магазині на короткий період для ведення біглого вогню коли надійде наказ. Більшість командирів вважали, що бійці будуть марно витрачати набої, якщо дозволити користуватися подачею набоїв з магазина. До середини Першої світової війни, більшість виробників прибрали цю деталь для зменшення вартості та часу виробництва; також цілком ймовірно, що досвід бойових дій довів безперспективність цієї філософії.

#### Останні розробки фіксованих магазинів

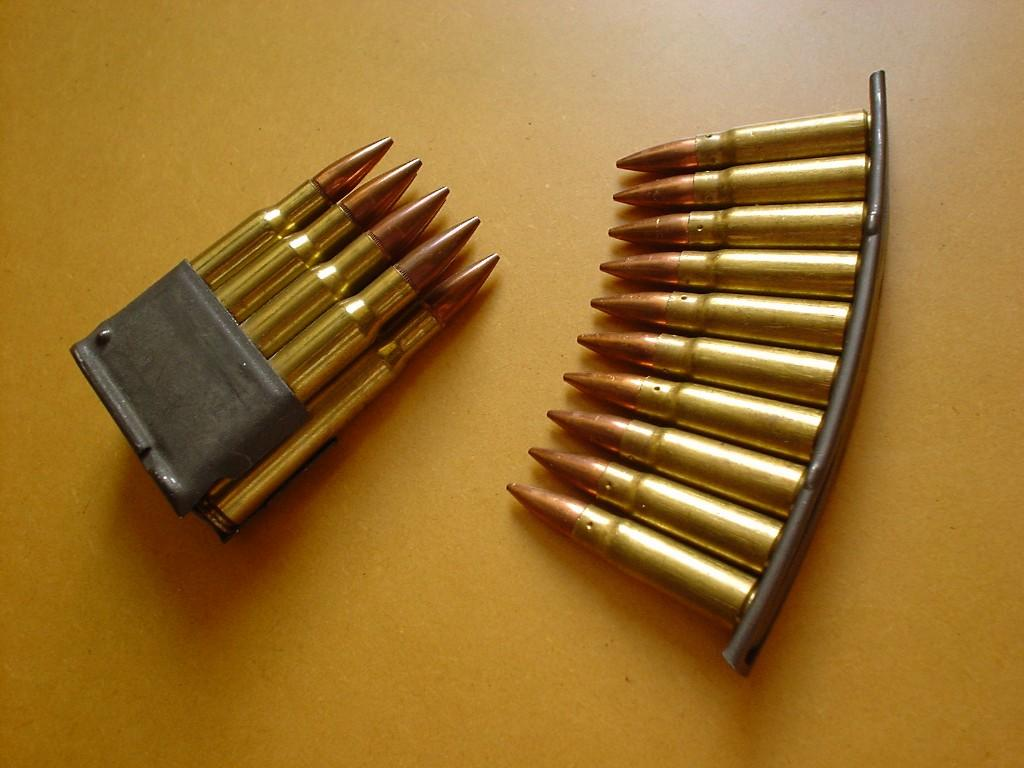
Порівняння пачки гвинтівки M1 Garand (ліворуч) зі знімною обоймо СКС (праворуч)

Однією з останніх гвинтівок з фіксованим магазином і живленням за допомогою пачки, яка не була модифікацією попередньої гвинтівки, стала гвинтівка M1 Garand. Перша самозарядна гвинтівка яка у великій кількості поставлялася піхоті, гвинтівка Garand мала спеціальну восьмизарядну пачку. Пачку вставляли в магазин, де вона замикалася. Набої подавалися з пачки, за допомогою пружинного штовхача. Коли набої закінчувалися, затвор відкривав замок, а пружина автоматично викидала порожню пачку з характерним дзвінким звуком, залишаючи гвинтівку відкритою для заряджання. Гвинтівка M14, яка базувалася на конструкції Garand, отримала знімний коробчастий магазин. Проте, зі знятим магазином M14 можна було заряджати знімними обоймами на 5 набоїв.
Радянський самозарядний карабін Симонова, який було прийнято на озброєння в 1945 році, був свого роду проміжною ланкою між службовими самозарядними гвинтівками, розробленими в період до Другої світової війни та новою штурмовою гвинтівкою яку розробили німці. СКС мав фіксований магазин на 10 набоїв і живився звичайною знімною обоймою. Він став модифікацією гвинтівки АВС-36, вкороченим і переробленим під новий набій 7,62×39 мм. Його визнали застарілим майже одразу після появи в 1947 році автомата AK-47 зі знімним магазином, хоча його ще довго використовували країни Варшавського блоку разом з AK-47. Знімні магазини швидко почали домінувати в конструкціях післявоєнної зброї.

### Знімний коробчастий магазин

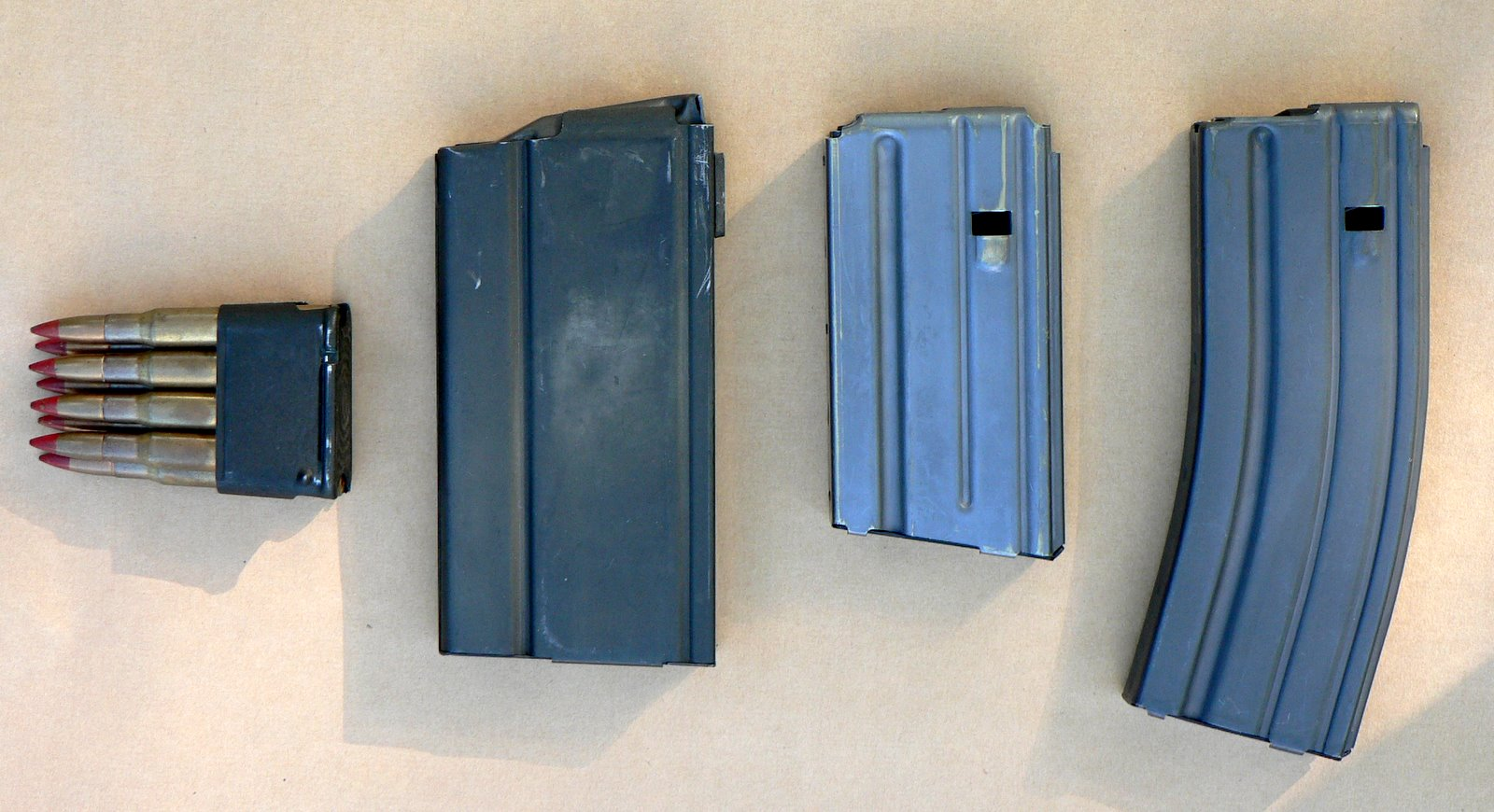
(зліва направо)
8-зарядна пачка карабіна M1 Garand,
20-зарядний магазин гвинтівки M14,
20 та 30-зарядні магазини M16 STANAG

Зброя зі знімними магазинами має так зване вікно для магазина в яке вставляють магазин. У вікні магазина відбувається замикання останнього для подачі набоїв у вогнепальну зброю, а для знімання магазина потрібен пристрій який має назву засувка магазина.
Гвинтівка Lee-Metford, розроблена в 1888 році, стала однією з перших гвинтівок яка мала знімний магазин, хоча його знімали лише для чищення, а не для перезарядки зброї. Перший сучасний повністю знімний коробчастий магазин запатентував в 1908 році Артур Севідж для гвинтівки Savage Model 99. В інших гвинтівках не використовували його розробку до закінчення терміну дії патенту в 1942 році: він має плечики для утримання набої при вилученні їх з гвинтівки. Надійно працює з патронами різної довжини. Його можна вставляти і знімати в будь-який час з будь-якою кількістю набоїв. Ці особливості дозволяють стрільцю нечасто перезаряджати зброю, носити з собою магазини, а не незакріплені набої і легко міняти типи патронів в польових умовах. Магазин збирається з недорогого штампованого листового металу. Він також включає в себе важливу функцію безпеки для полювання на небезпечну дичину: коли порожній, штовхач не дає затвору закрити патронник, інформуючи стрільця, що зброю треба перезарядити.
Першим успішним самозарядним пістолетом став Borchardt C-93 (1893), який отримав знімний коробчастий магазин. Майже всі конструкції самозарядних пістолетів отримали знімні коробчасті магазини.
Швейцарська армія оцінила пістолет Люгера зі знімним коробчастим магазином під набій 7,65×21 мм Parabellum і прийняла його на озброєння в 1900 році. Пістолет Люгера прийняв на озброєння імператороський флот Німеччини в 1904 році. Ця версія відома під назвою Pistole 04. В 1908 році прийняла на озброєння пістолет Люгера замість Рейхсревольвера. Pistole 08 (або P.08) заряджався набоями 9×19 мм Парабелум. P.08 був службовою зброєю німецьких військових під час обох світових воєн.
Самозарядний пістолет M1911 став стандартом для багатьох сучасних пістолетів як і його механізм живлення. У більшості пістолетів магазинний штовхач діє на ствольну затримку, щоб утримувати затвор у задньому положенні та сигналізувати стрільцю, що треба встановити інший магазин. Після встановлення нового магазина, стрілець натискає на важіль ствольної затримки, затвор починає рух вперед, підхоплює верхній набій з магазина і досилає його в патронник. У пістолетах одинарної дії така дія залишає курок зведеним після досилання набою, а тому зброя одразу готова до ведення вогню.
Під час Першої світової війни, знімні коробчасті магазини набули поширення у будь-якій вогнепальній зброї, наприклад, пістолетах, легких кулеметах, пістолетах-кулеметах, самозарядних та автоматичних гвинтівках. Однак, після закінчення війни військові планувальники не зрозуміли важливість автоматичних гвинтівок та знімних магазинів і зберегли свої погляди на традиційні гвинтівки з ковзними затворами та живленням обоймами. В результаті багато конструкцій нових автоматичних гвинтівок зі знімними магазинами були закинуті.
З наближенням Другої світової війни більшість найбільших держав світу почали розробляти пістолети-кулемети, які заряджалися знімними коробчастими магазинами від з кількістю набоїв від 20 до 40. Однак з великих держав тільки Сполучені Штати візьмуть на озброєння самозарядну гвинтівку загального призначення, в якій використовувалися знімні коробчасті магазини: M1 Carbine з магазином на 15 набоїв. Оскільки війна продовжувалася розробили концепцію штурмової гвинтівки Sturmgewehr 44 зі знімним магазином на 30 набоїв. Після Другої світової війни всі армії світу почали використовувати автоматичну зброю зі знімними магазинами. Зараз використання знімних магазинів в автоматичній зброї є нормою.

## Типи магазинів

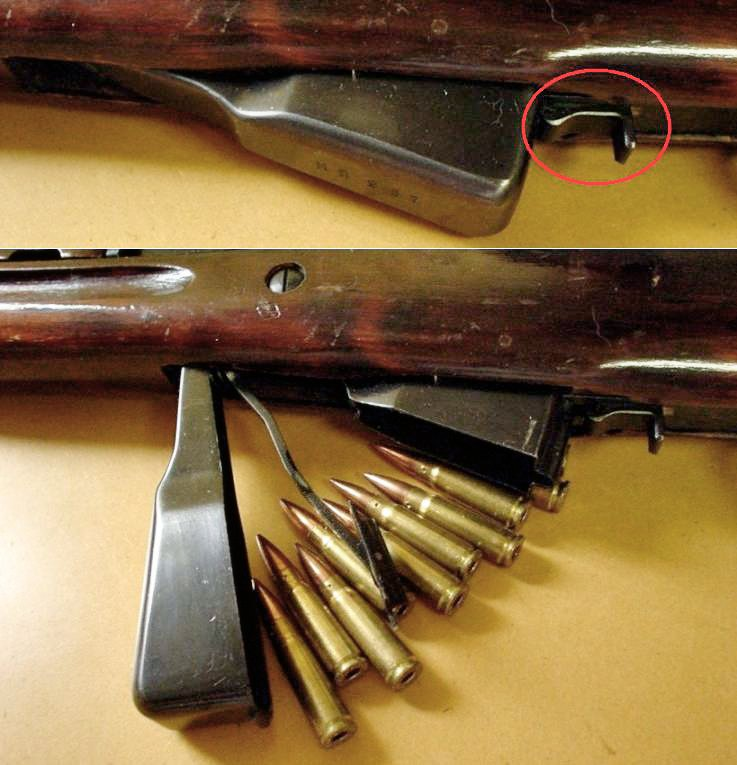
Внутрішній коробчастий магазин СКС.

Вся зброя під унітарні набої з одним стволом розроблена для стрільби більше ніж одним пострілом без ручного заряджання після кожного пострілу потребує магазин якого-небудь виду розроблений для зберігання та подачі набоїв в УСМ зброї. магазини бувають різних форм і розмірів, причому найпоширенішим типом магазинів у сучасній вогнепальній зброї є знімні коробчасті магазини. У більшості магазинів, призначених для використання з вогнепальною зброєю зі зворотно-поступальним рухом затвора (зброя з трубчастими магазинами є виключенням) використовується набір виступів, які зупиняють вертикальний рух патронів із магазина, але дозволяють подавати один патрон з губок за раз при русі затвора. Для подачі патронів до губ майже завжди використовується якась комбінація пружини і штовхача, які можуть бути розташовані або в магазині (більшість знімних коробчастих магазинів), або вбудовані в вогнепальну зброю (фіксовані коробчасті магазини). Існують також два види губ живлення. У однорядних магазинах верхній набій торкається обох губ, у той час як у дворядних магазинах зазвичай верхній набій торкається лише однієї губи. Ця конструкція зарекомендувала себе більш стійкою до заклинювання при використанні дворядних магазинів. Деякі типи магазинів асоціюються з окремими видами зброї, наприклад, фіксовані «трубчасті» магазини використовують у важільних гвинтівках та помпових рушницях. Вогнепальна зброя зі знімними магазинами може використовувати різні види цих магазинів, наприклад, пістолет-кулемет Томпсона можна заряджати коробчастими або барабанними магазинами. Деякі види зброї, наприклад, M249 та інша автоматична зброя відділення може живитися магазинами і стрічками.
За напрямом подачі набоїв магазин може бути:
- прямий: набої при подачі рухаються за прямою;
- гвинтовий: осі набоїв при подачі рухаються по гвинтовій поверхні;
- секторний: набої при подачі рухаються вздовж дуги неповного кола або спіралі;
- круглий: набої при подачі рухаються вздовж кола; круглі магазини бувають:
  - дисковий: осі набоїв знаходяться перпендикулярно осі самого магазина;
  - барабанний: осі набоїв знаходяться паралельно або під певним кутом до осі самого магазина;

Набої в магазини можуть бути розташовані в один (однорядний) або декілька (багаторядний) рядів. Також набої можуть бути розташовані в шаховому порядку, тоді кожен ряд набої дещо зсунутий відносно сусіднього ряду. Також корпус магазина може мати спеціальні загини, які перешкоджають випаданню набоїв та служать попередніми напрямними при подачі набою в патронник.
Набої подаються в магазин через приймач, а з магазина — через подавач.

### Трубчастий магазин
Багато перших магазинних гвинтівок, зокрема важільної дії, мали магазини де набої зберігалися один за другим, носом до донця, в середині трубки з пружиною, яка, зазвичай, розташовувалася під стволом або у прикладі. Трубчасті магазини також часто використовують в помпових дробовиках та у гвинтівках з ковзними затворами під набій кільцевого запалення .22 калібру, наприклад, гвинтівка Marlin Model XT. Трубчасті магазини та набої центрального запалення з гостроносими кулями становлять проблему безпеці: гостроноса куля може (через віддачу або під час заряджання) вдарити по капсулю наступного набою і підпалити порох в гільзі або навіть викликати ланцюгове запалення набоїв в магазині. У гвинтівці Winchester '73 використовують тупоносі набої центрального запалення, такі як .44-40 Winchester. Деякі сучасні гвинтівкові набої мають м'які пластикові ковпачки, які допомагають вирішити цю проблему та покращують аеродинамічні властивості кулі, чим збільшують ефективність важільної зброї.

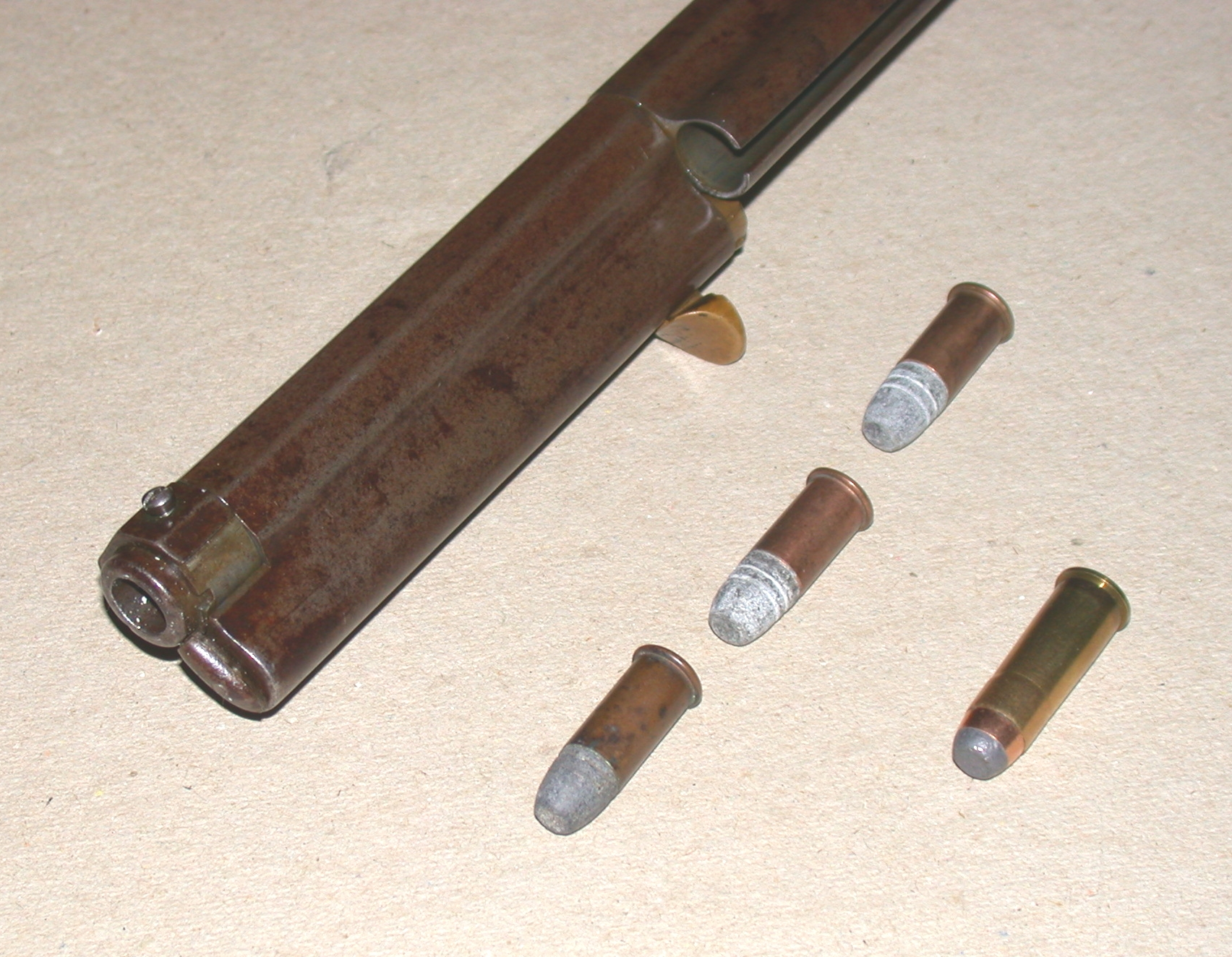
Трубчастий магазин гвинтівки Генрі
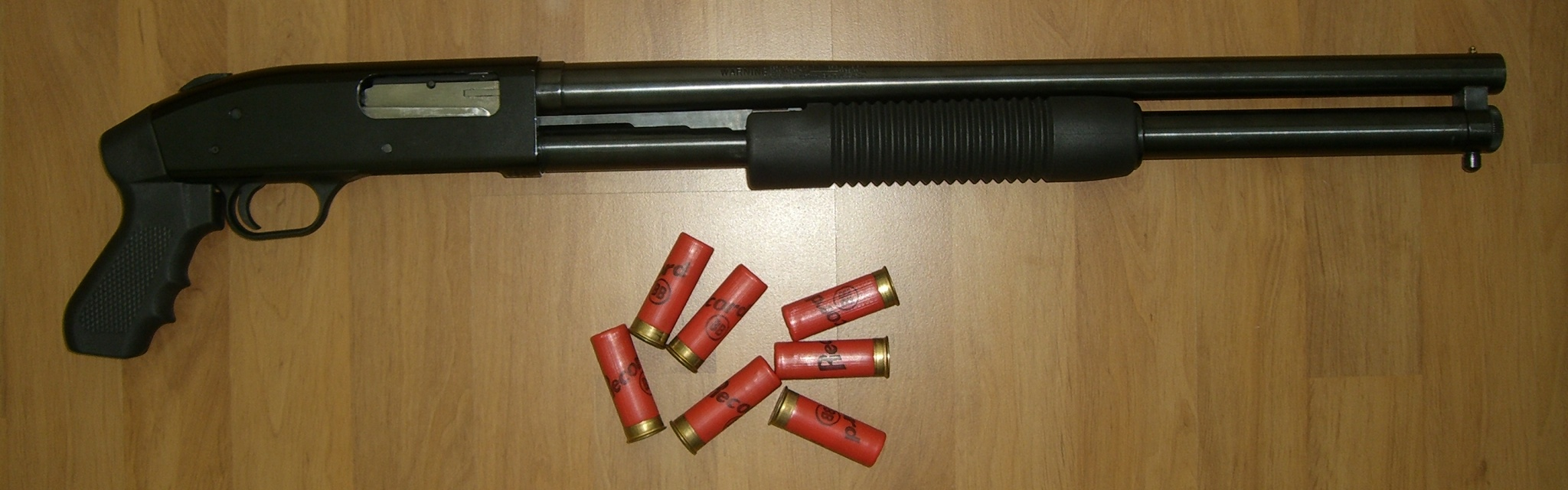
Трубчастий магазин під стволом рушниці Mossberg 500A

### Коробчастий магазин
Найбільш популярним типом магазинів в сучасних гвинтівках та ручній зброї є коробчасті магазини з однорядним розташуванням набоїв або з розташуванням набоїв в шаховому порядку. Магазини з шаховим розташуванням набоїв називають дворядними (такі магазини є більш поширеними оскільки можуть вміщати більше набоїв). Насправді це фактично однорядний магазин, але набої зміщені в боки на пів діаметра набої. При роботі автоматики, набої рухаються у верхню частину магазина штовхачем. Коробчасті магазини можуть бути інтегрованими або знімними.
- Внутрішній коробчастий, вбудований коробчастий або фіксований магазин вмонтований в зброю і є не знімним. Такі магазини загалом зустрічаються у гвинтівках з ковзними затворами. Внутрішній магазин зазвичай заряджають по одному набою через відкритий затвор. Військові гвинтівки часто мають обойми, які дозволяють швидко заряджати кілька набоїв, зазвичай 5 або 10 одночасно. Деякі внутрішні коробчасті магазини заряджаються за допомогою пачок, які викидаються після закінчення набоїв.
- Знімний коробчастий магазин є автономним механізмом, який можна заряджати або розряджати коли його від'єднано від зброї. Їх закріпляють через гніздо в ствольній коробці, яке, зазвичай розташоване під УСМ (BAR, MP-40, AK 47, M16), але у деякій зброї воно розташоване збоку затвора (Sten, FG-42, Johnson LMG, Sterling, M249) або згори (кулемет Мадсена, Bren, Owen Gun, P90). За потреби магазин можна легко від'єднати від зброї і замінити. Це значно прискорює процес перезарядки. Цей тип магазина може бути прямий або вигнутий, вигнуті магазини потрібні для зброї де використовують фланцеві або конічні набої. Знімні коробчасті магазини роблять з металу або пластику. Пластикові магазини інколи мають прозорі вставки, щоб стрілець міг легко побачити кількість набоїв в магазині. Коробчасті магазини часто об'єднані один з одним за допомогою скоб, затискачів, стрічками, ремінцями або вбудованими шпильками для полегшення швидкого перезаряджання.

Але є винятки з правил. Гвинтівка Lee-Enfield мала знімний коробчастий магазин, який можна було знімати лише для чищення. Магазин гвинтівки Lee–Enfield можна було відкривати, що давало змогу швидко розрядити магазин без потреби рухати затвором для розряджання зброї. Інші, такі як Breda Modello 30, мали фіксовані виступаючі магазини, які були схожі на звичайні знімні коробчасті, але вони були не знімні.

#### Горизонтальний
Особиста зброя самооборони FN P90 та Kel-Tec P50 має горизонтальну систему живлення; магазин розташовано паралельно стволу, встановлюється врівень з верхньою частиною ствольної коробки, і набій повертається на 90 градусів за допомогою спіральної рампи подачі перед тим, як потрапити в патронник. AR-57, також відома як AR Five-seven, є верхньою ствольною коробкою для нижньої ствольної коробки гвинтівок AR-15/M16, яка стріляє набоями FN 5,7×28 мм зі стандартних магазинів FN P90.

#### Чотирирядний

Зображення чотирирядного магазина Spectre M4.

Ще один варіант коробчастого магазина, який може утримувати велику кількість набоїв. Він ширший за стандартний коробчастий магазин, але має таку саму довжину. Чотирирядні магазини використовують в Suomi KP/-31, Hafdasa C-4, Spectre M4, QCW-05 та автоматах серії АК під набій 5,45×39 мм. Компанія Magpul отримала патент на сумісний зі стандартним магазином STANAG, а схожий магазин було представлено компанією SureFire в грудні 2010 року і зараз їх продають під маркуваннями MAG5-60 та MAG5-100 High Capacity Magazine (HCM) на 60 та 100 набоїв, відповідно, під набої калібру 5,56 мм для AR-15 сумісний з варіантами M4/M16/AR-15 та іншою зброєю, яка використовує магазини стандарту STANAG 4179. Російська компанія Іжмаш також розробила чотирирядний магазин для автомати АК-12.

### Роторний

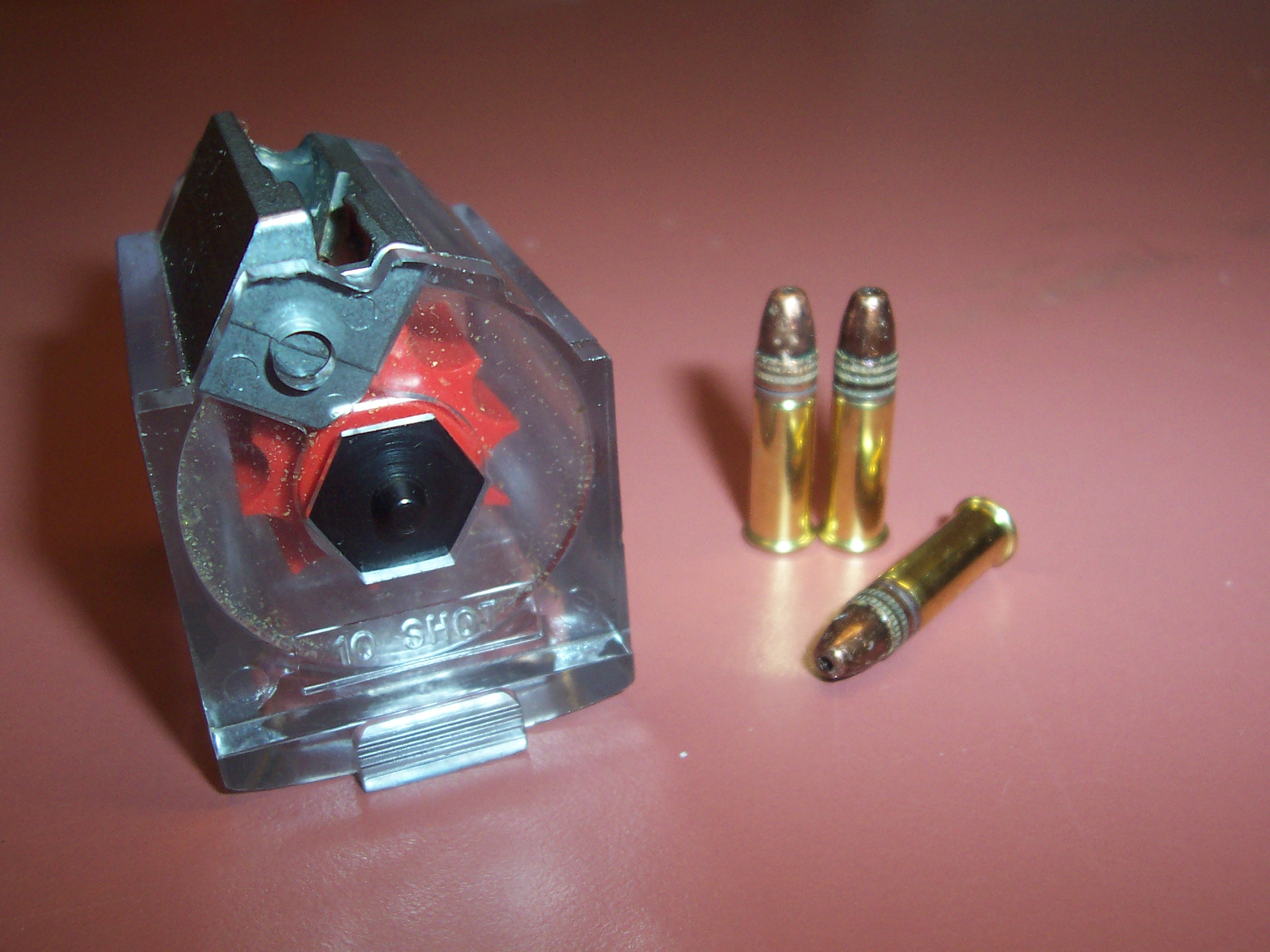
Роторний магазин Ruger 10/22 BX-1CLR

Роторний магазин складається з циліндричної зірочки, яка приводиться в дію торсіонною пружиною, набої встановлюються між зубчатою рейкою зірочки, яка встановлена на шпинделі, паралельному осі ствола і послідовно повертає кожен набій в положення подачі. Роторні магазини можуть бути знімні або фіксовані і, як правило, мають невелику місткість (до десяти набоїв), залежно від калібру. Джон Сміт запатентував роторний магазин в 1856 році. Інший роторний магазин розробив Сільвестр Ропер в 1866 році? а також використовувався в зброї Антоном Спітальським та в гвинтівці Savage Model 1892]]. Гвинтівка Johnson M1941 також мала роторний магазин. Конструкцію до цього часу використовують у сучасній зброї, найбільш відомими були серія Ruger American, самозарядна гвинтівка Ruger 10/22, гвинтівка з ковзним затвором Ruger 77/22 та гвинтівка Steyr SSG 69.

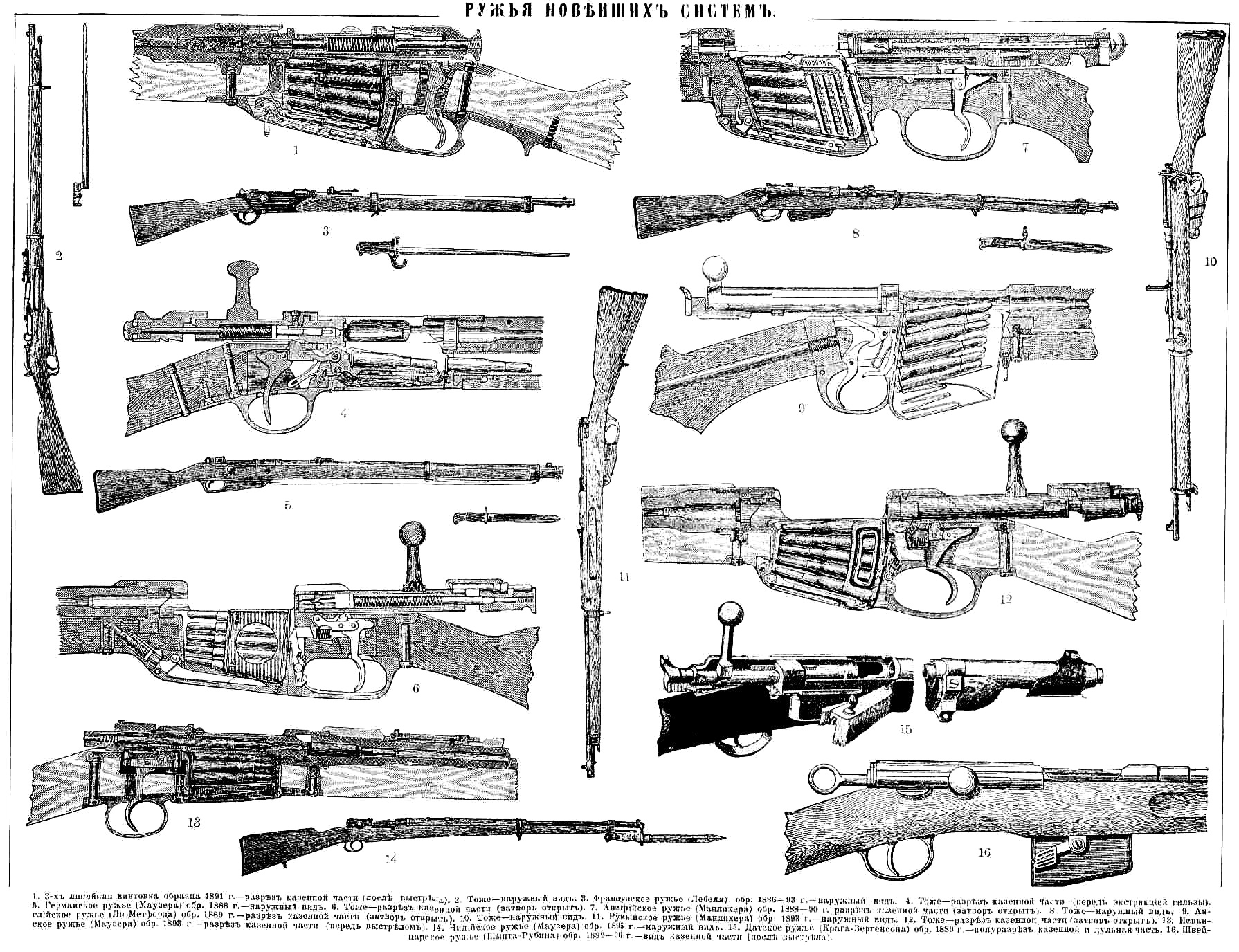
Незнімні магазини у гвинтівках, 1905 р.
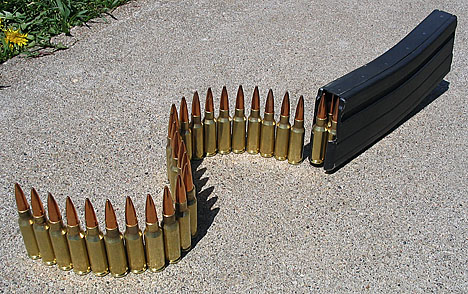
Магазин на 26 набоїв до автомата Grendel AR-15
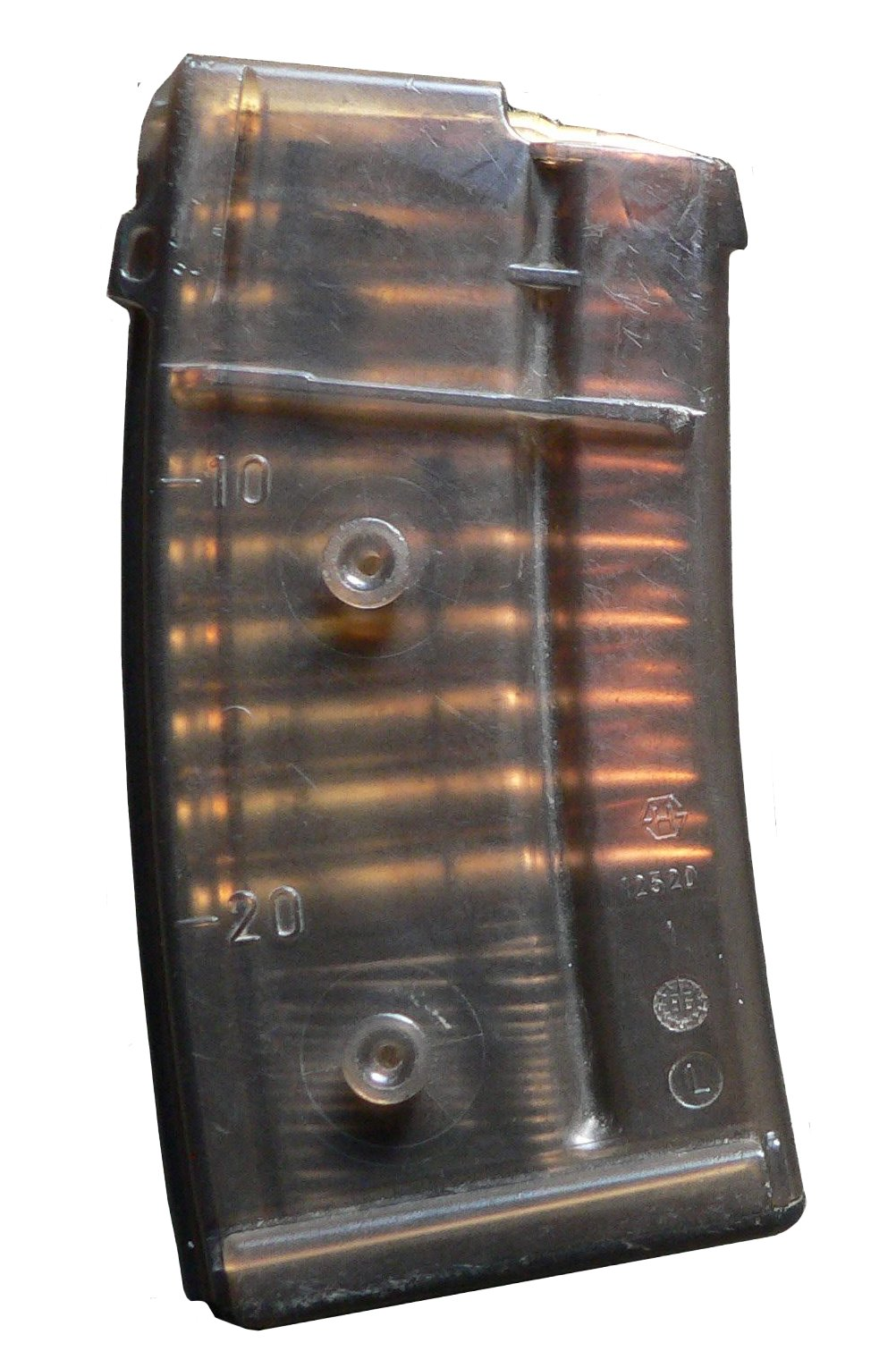
Коробчастий магазин до автомата SIG SG 550
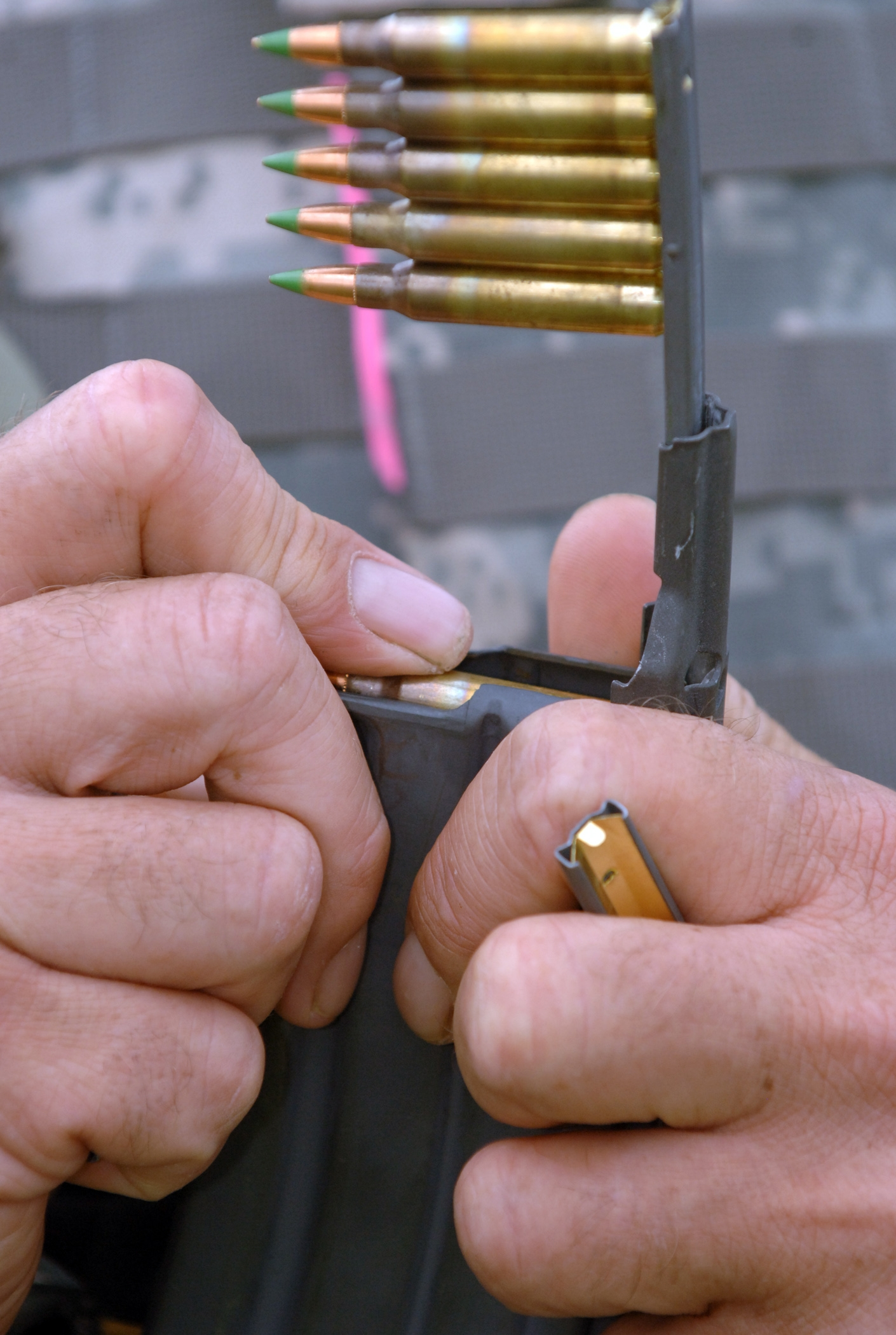
Заряджання магазина М16 за допомогою обойми и перехідника
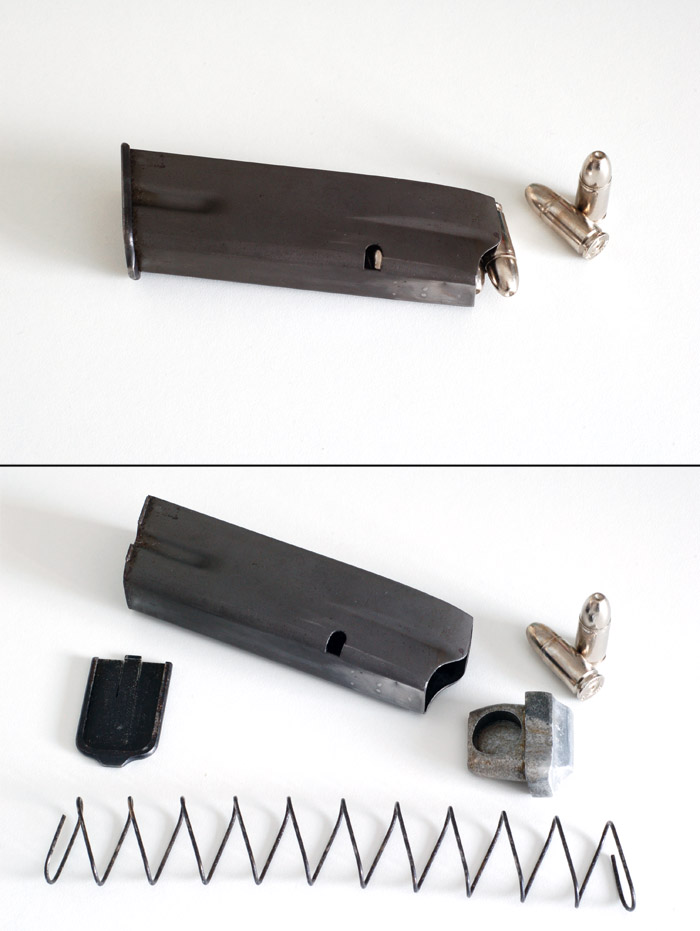
Коробчастий магазин для пістолета Browning Hi-Power
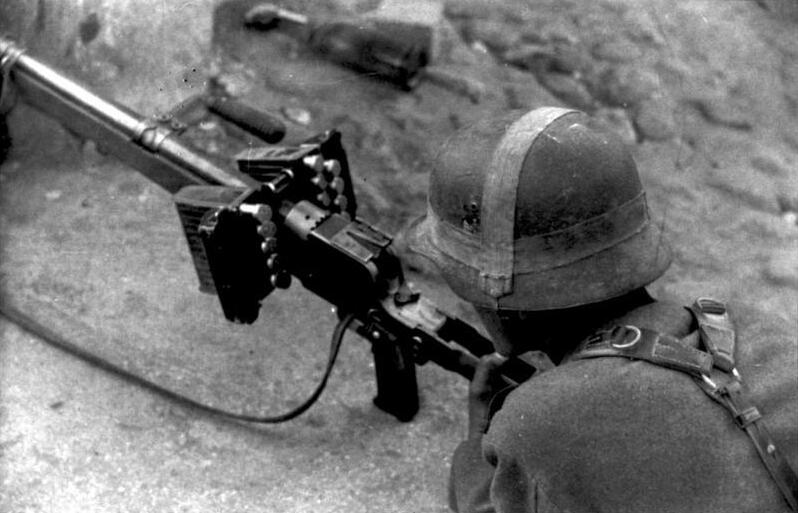
Короб з набоями, розташований біля затвора Panzerbüchse 39
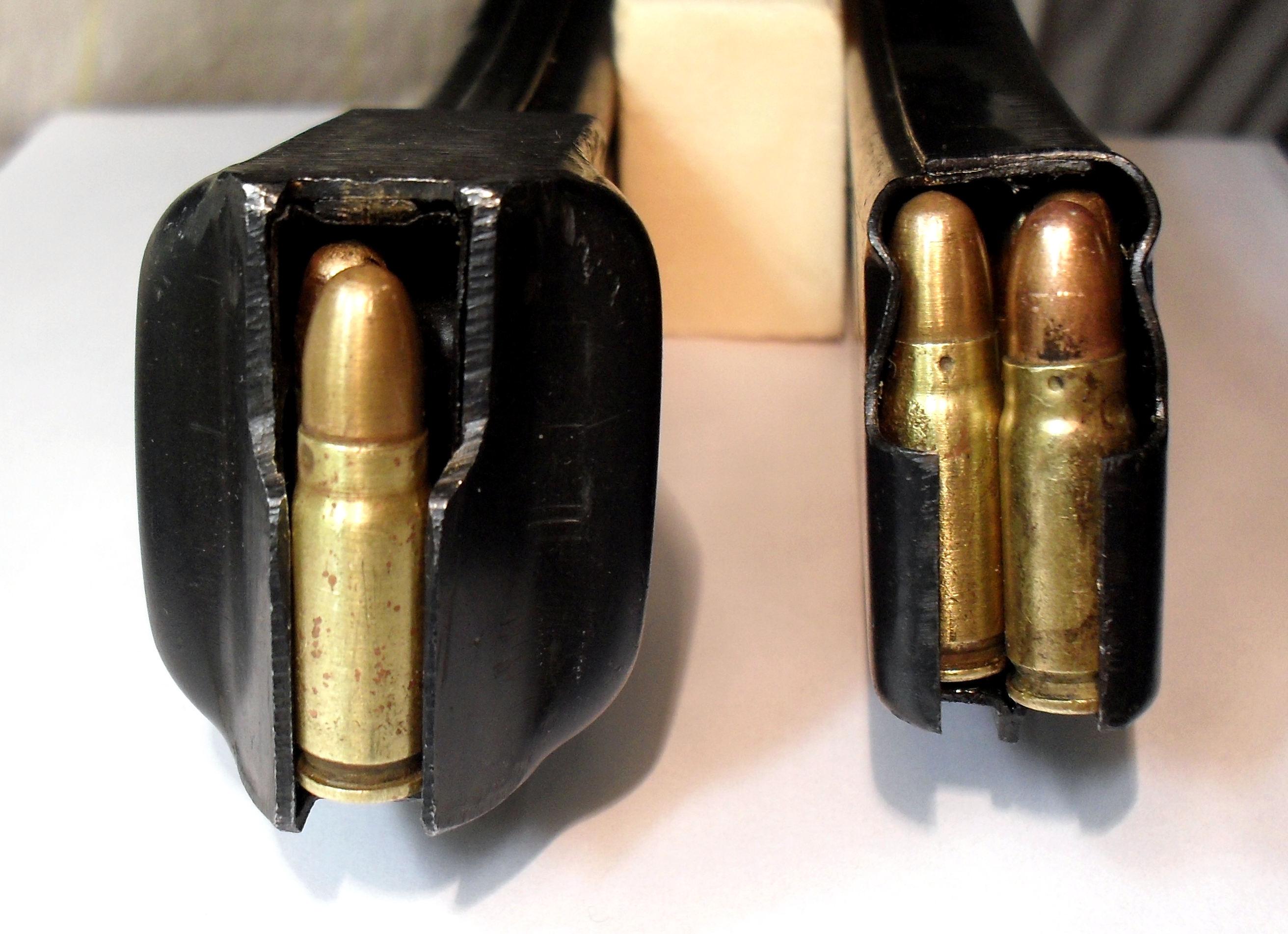
Коробчасті магазини ППШ-41 і ППС-43
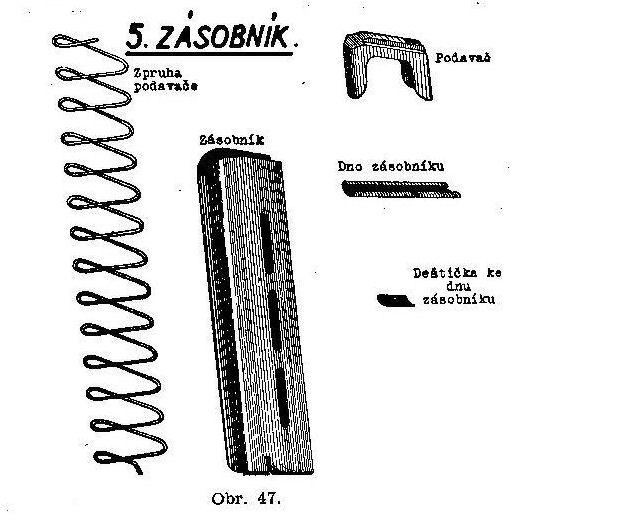

### Барабанний

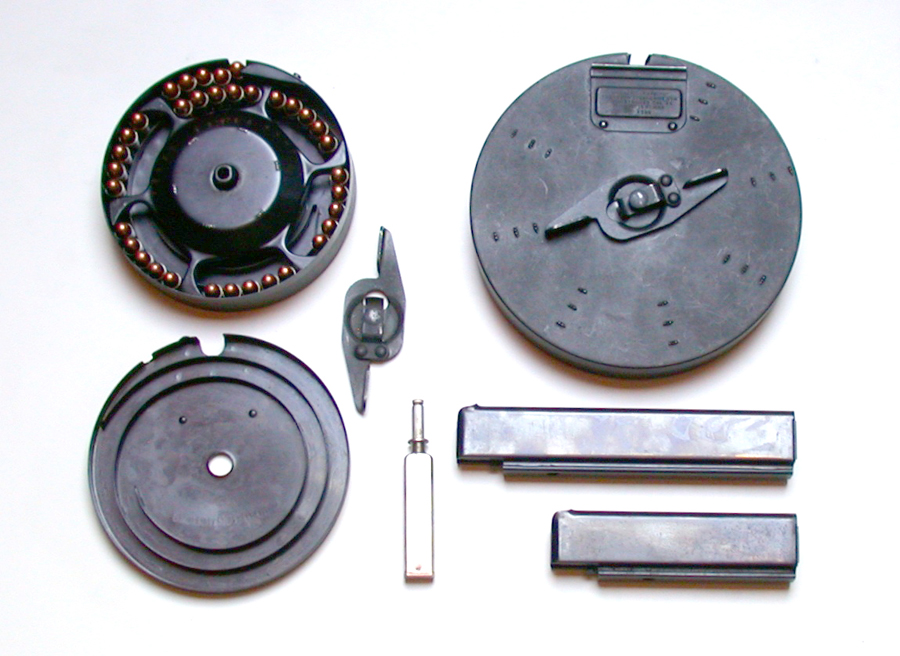
50- та 100-зарядні барабанні магазини з 20- та 30-зарядними коробчастими магазинами для пістолета-кулемета Thompson

Барабанні магазини зазвичай використовують в легких кулеметах. В одному типі, рухома перегородка в середині циліндричної камери виштовхує набої у вихідний отвір, при цьому патрони зберігаються паралельно осі обертання. Після заряджання магазина зведена пружина або інший механізм притискають перегородку до набоїв. У всіх моделях одна колонка виштовхується штовхачем по криволінійній траєкторії. Звідти патрони потрапляють в вертикальний стояк з одинарного або спареного барабана. Циліндрична конструкція, така як роторна або барабанна, дозволяє збільшити місткість магазина в порівнянні з коробчастими магазинами, без збільшення довжини. Протилежною стороною великої місткості барабанного магазина є більша вага. Багато зброї з барабанним живленням можуть використовувати звичайні коробчасті магазини, наприклад, радянські пістолет-кулемет ППШ-41, легкий ручний кулемет Калашникова та американський пістолет-кулемет Томпсона.
Термін «барабан» інколи застосовують по відношенню до стрічкових коробок в кулеметах з стрічковим живленням, хоча це просто барабан, а не барабанний магазин.

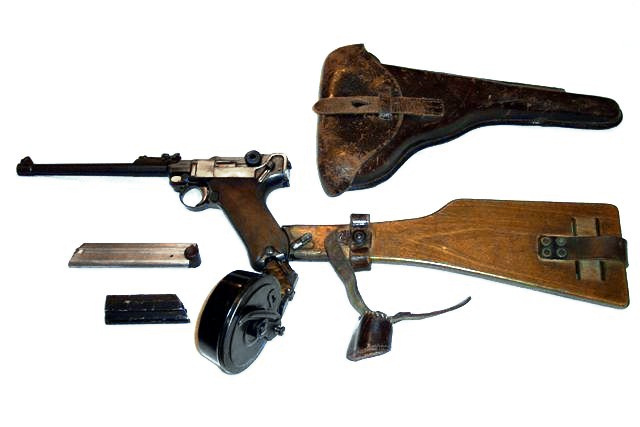
Пістолет Люгера з барабанним магазином на 32 набої та кобурою-прикладом
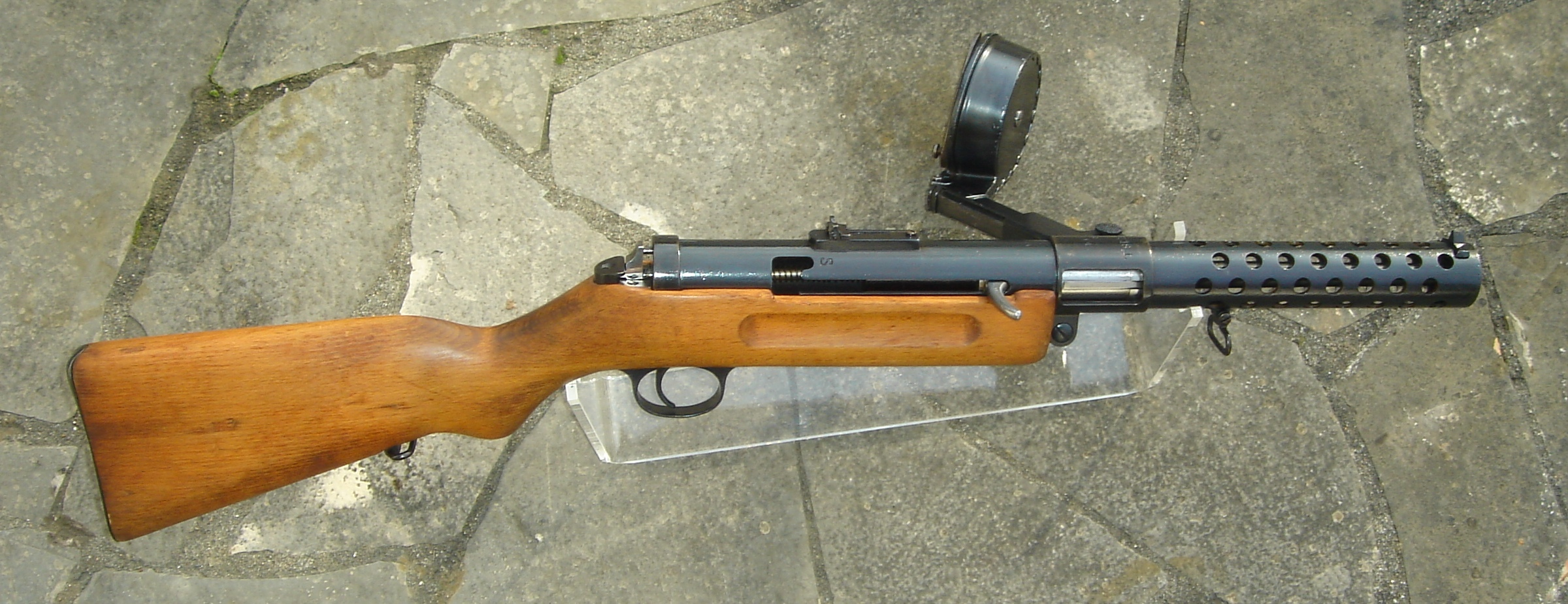
MP-18 з барабанним магазином на 32 набої
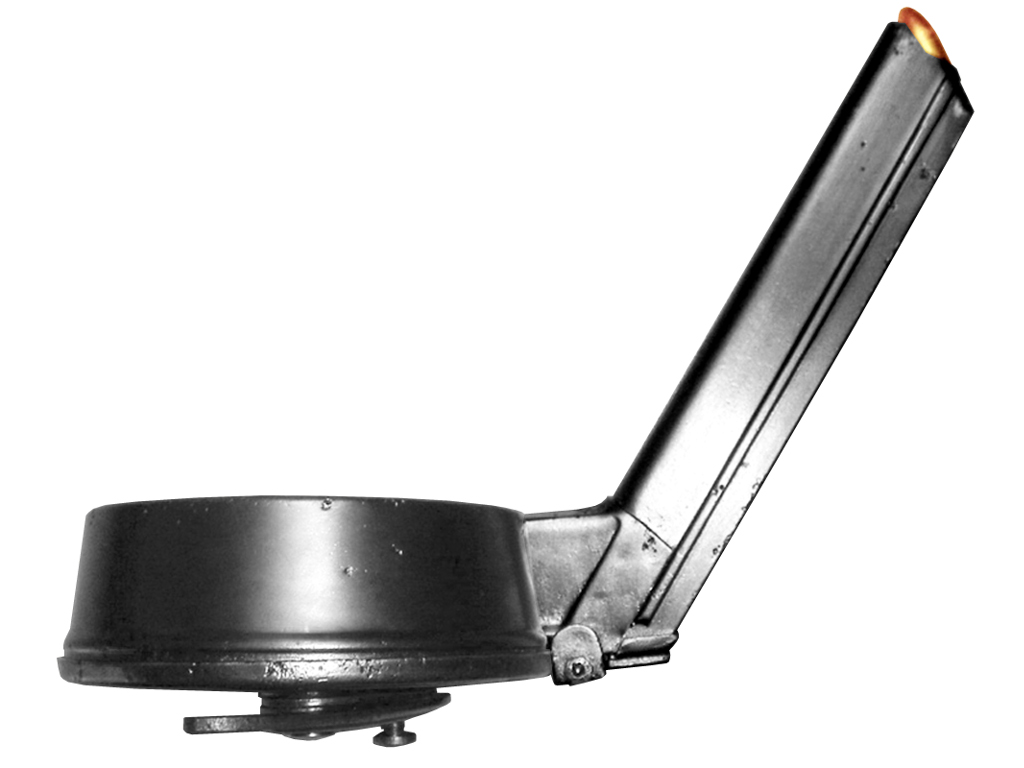
Барабанний магазин пістолета Люгера і MP-18 на 32 набої
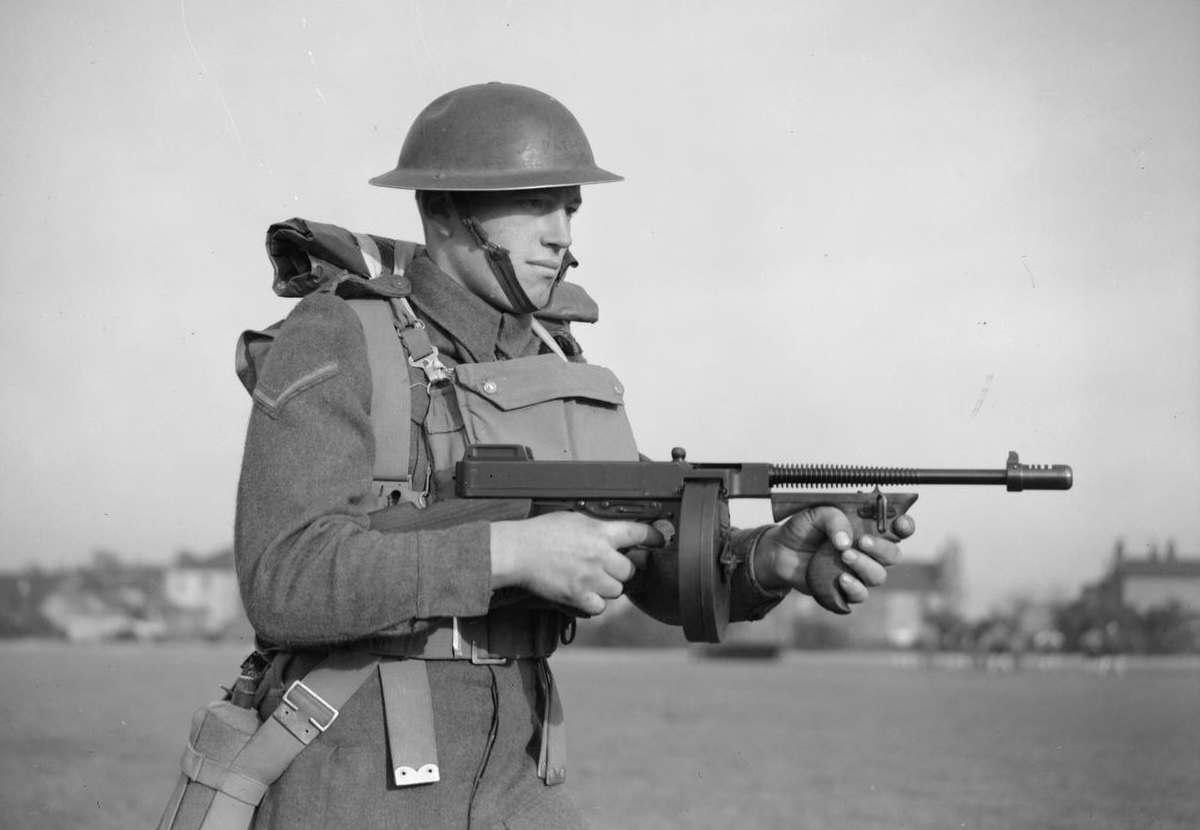
ПК Томпсона з барабанним магазином на 50 або 100 набоїв
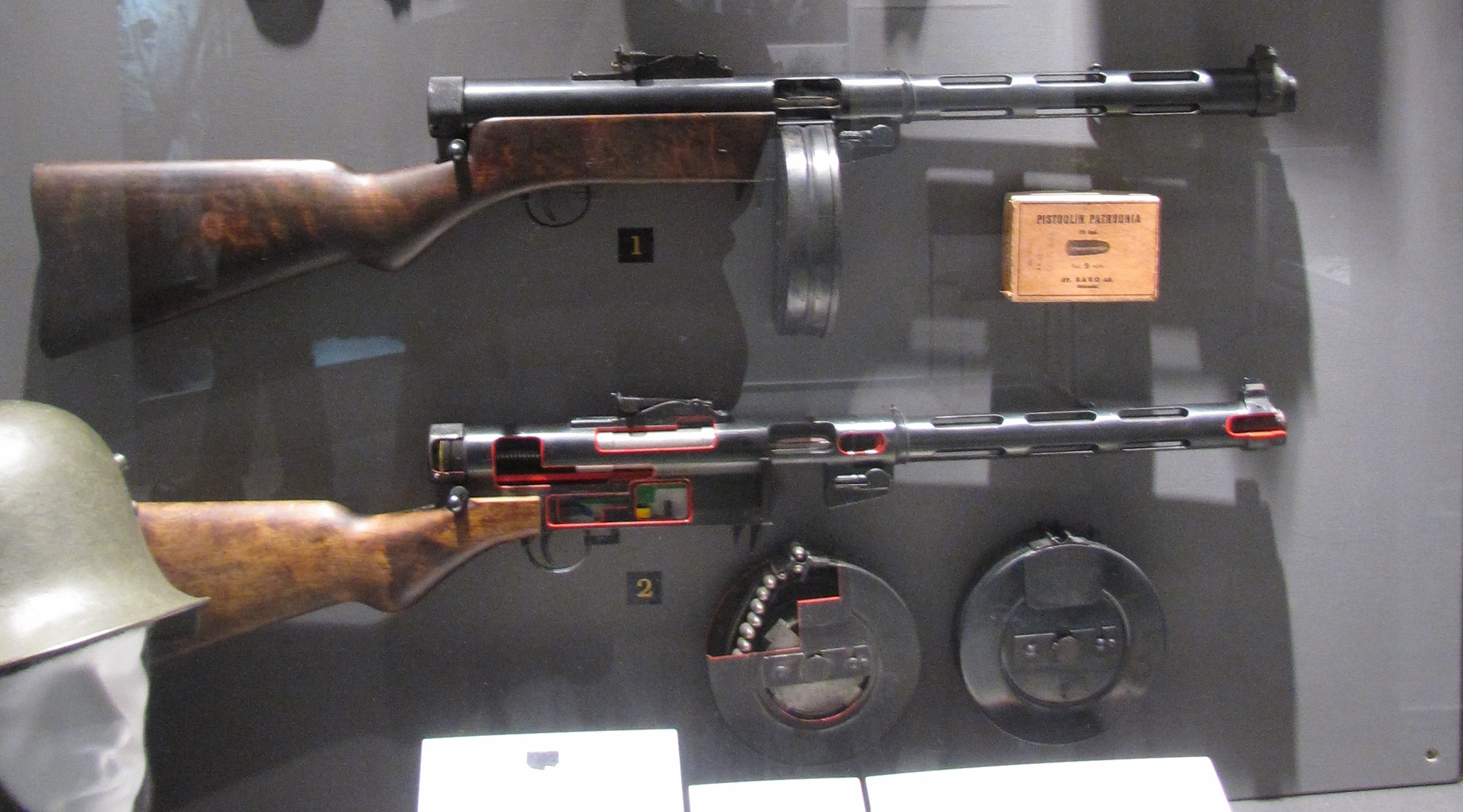
Пістолет-кулемет Suomi з барабанним магазином на 40 або 70 набоїв
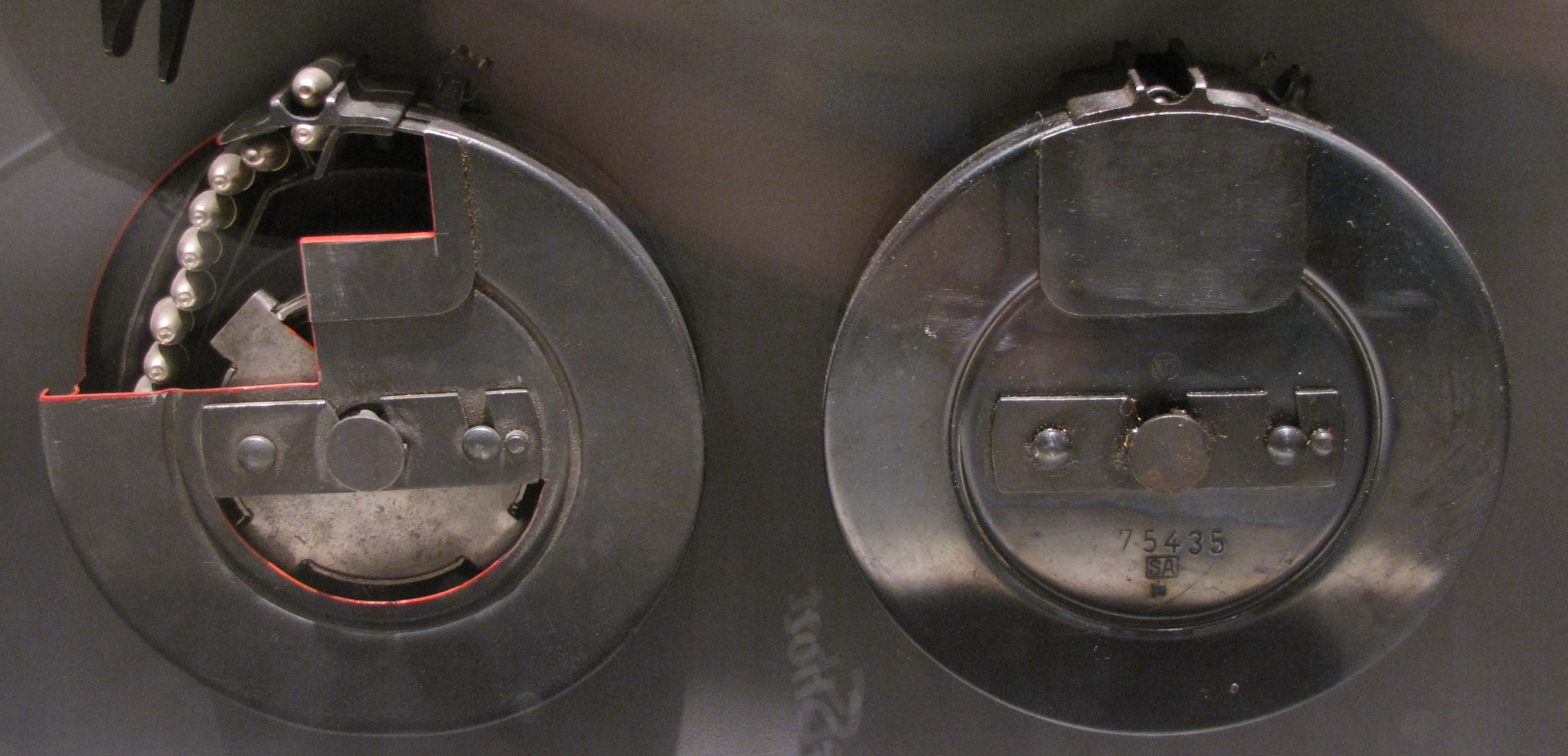
Барабанний магазин Suomi M-31 на 40 або 70 набоїв
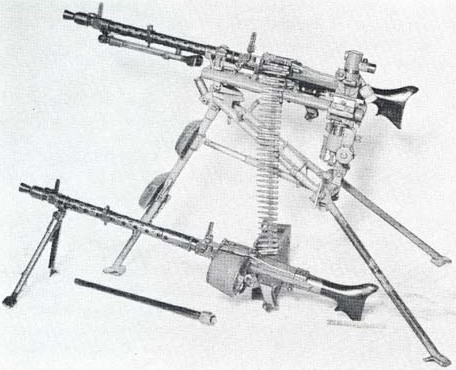
MG-34 з барабанним магазином (знизу) на 75 набоїв
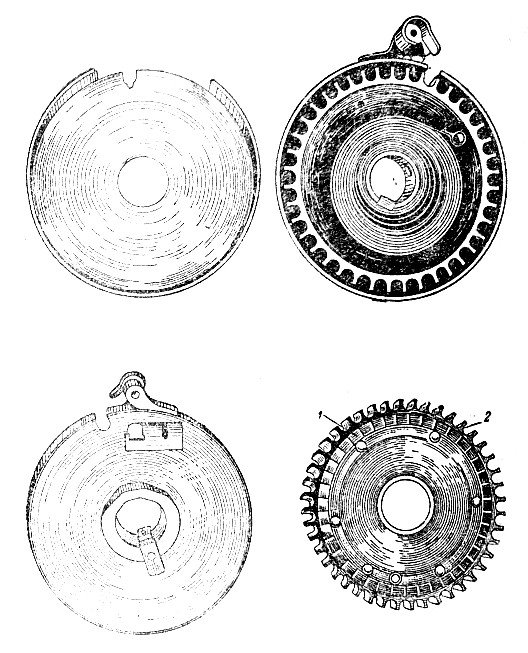
Барабанний магазин кулемета Блюма на 39 набоїв
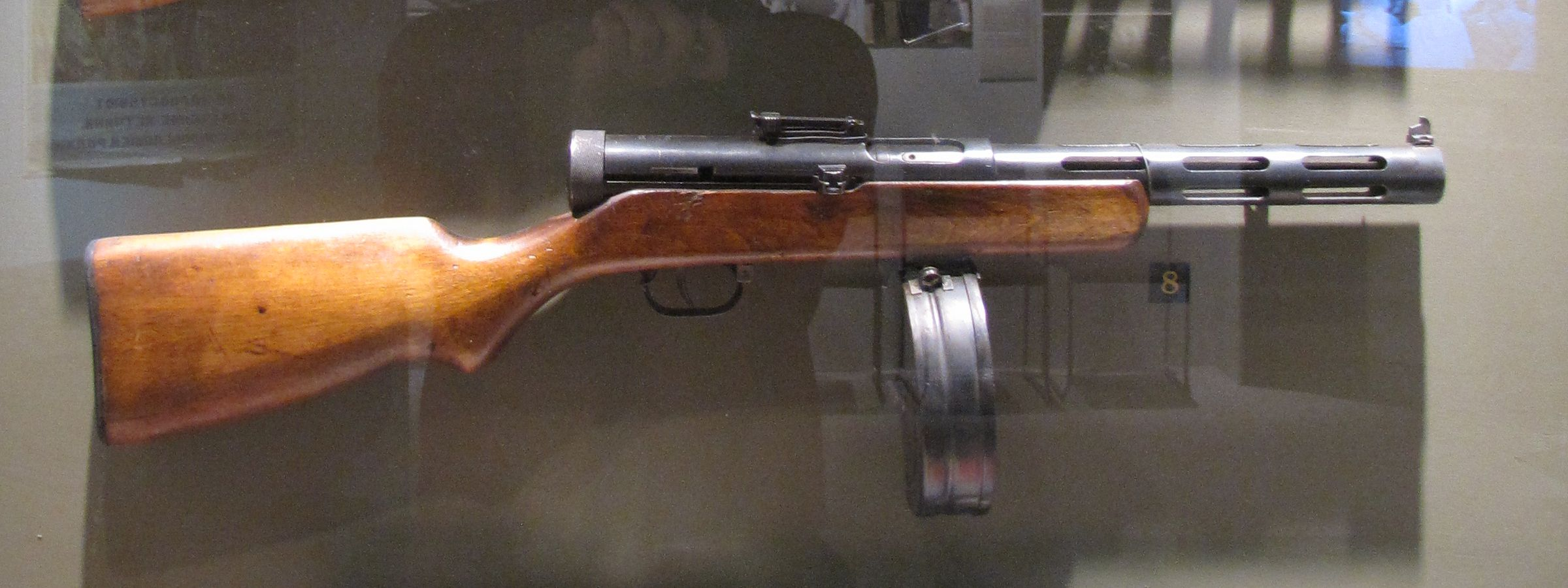
ППД-34/40 модифікації 34/38 з барабанним магазином на 73 набої
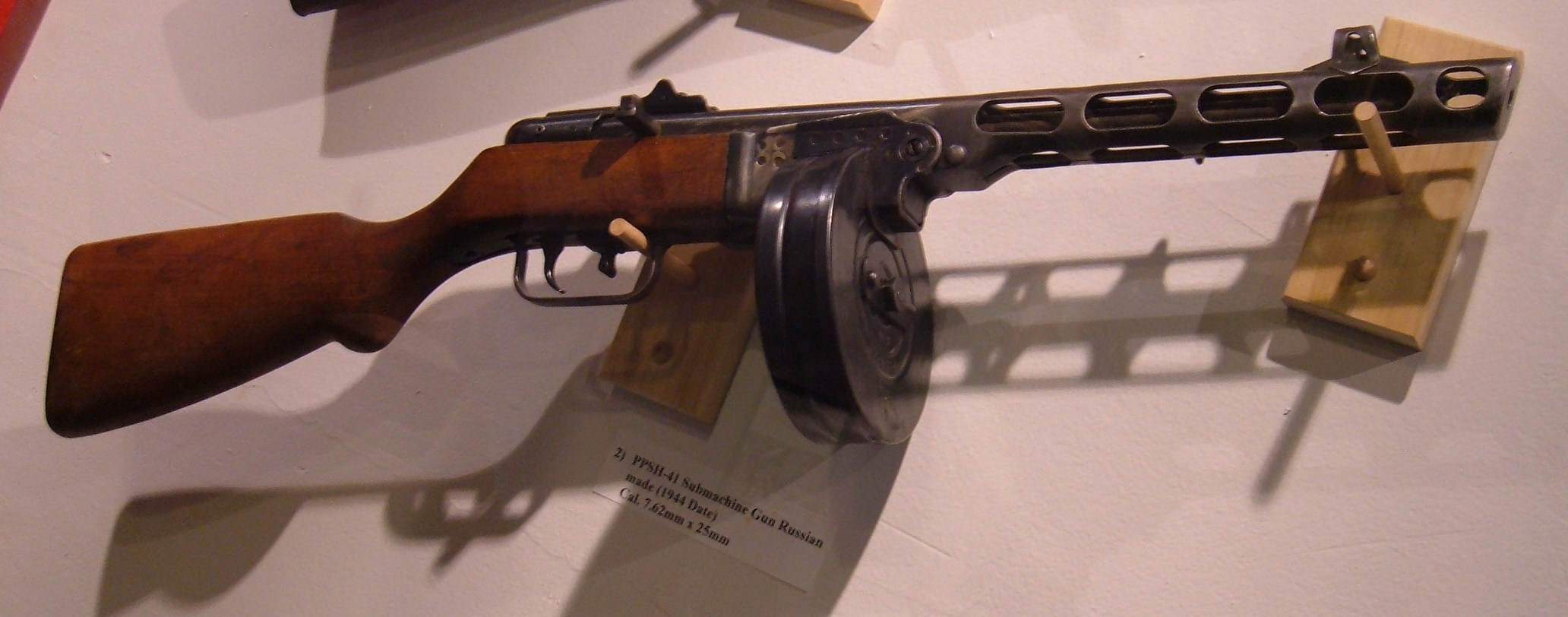
ППШ-41 з барабанним магазином на 71 набій
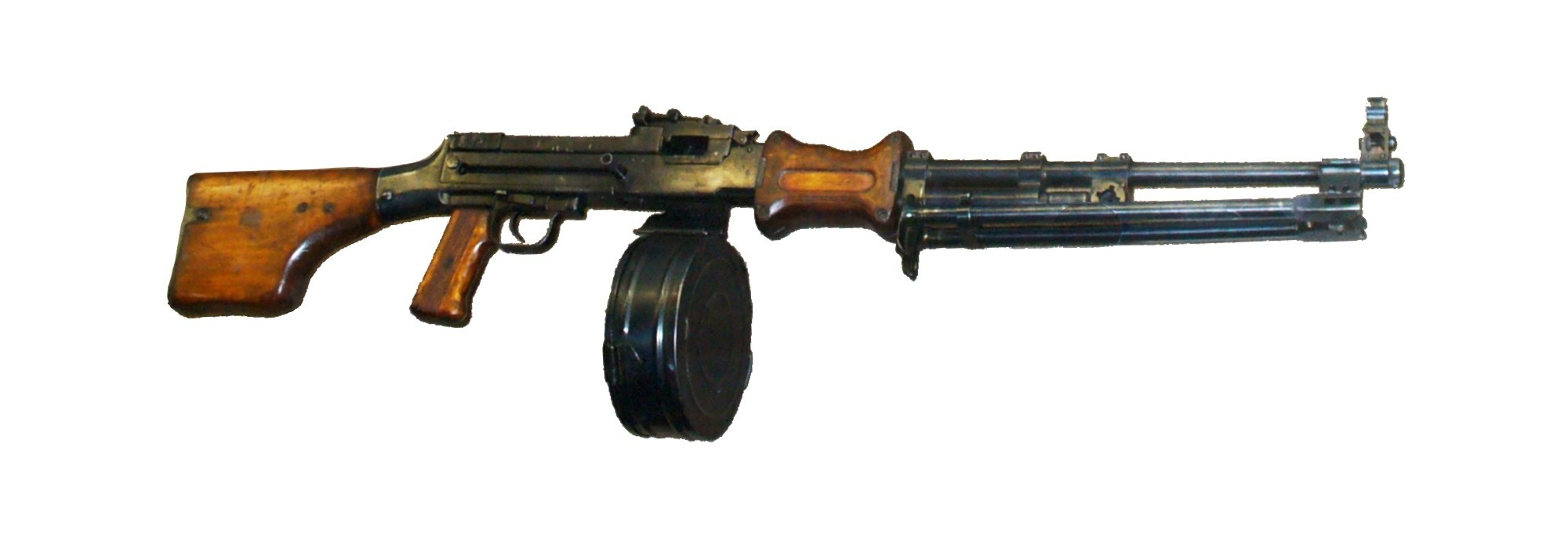
Ручний кулемет Дегтярьова з коробом для стрічки на 100 набоїв, часто помилково її вважають барабанним магазином.
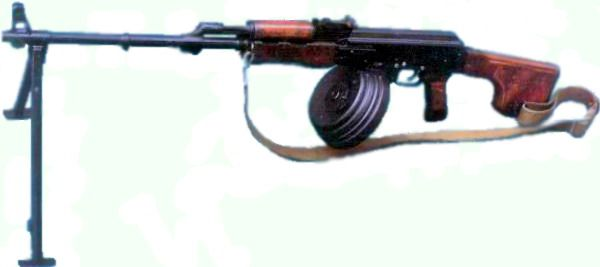
Ручний кулемет Калашникова з барабанним магазином на 75 набоїв
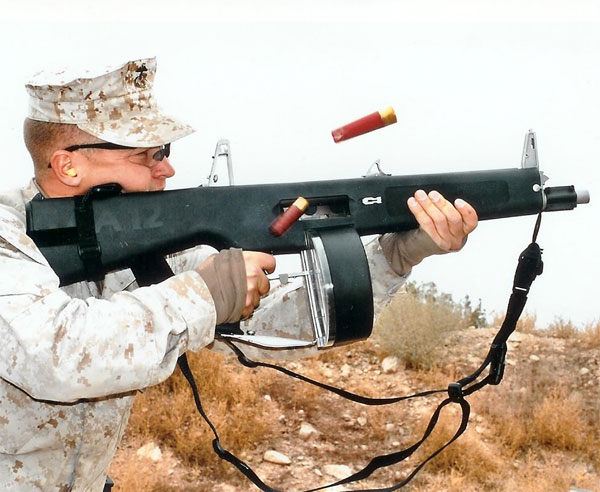
AA-12 з барабанним магазином на 20 або 32 набої
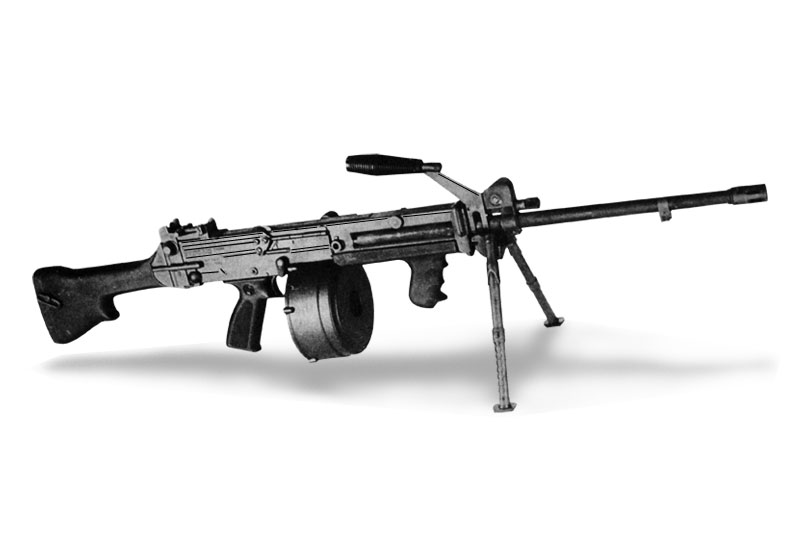
Кулемет Ultimax 100 з барабанним магазином на 100 набоїв
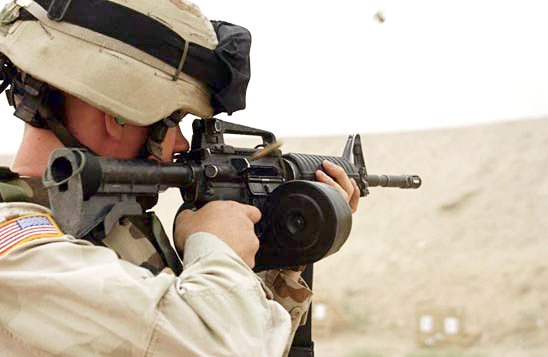
M4 з двобарабанним магазином Beta C-Mag на 100 набоїв
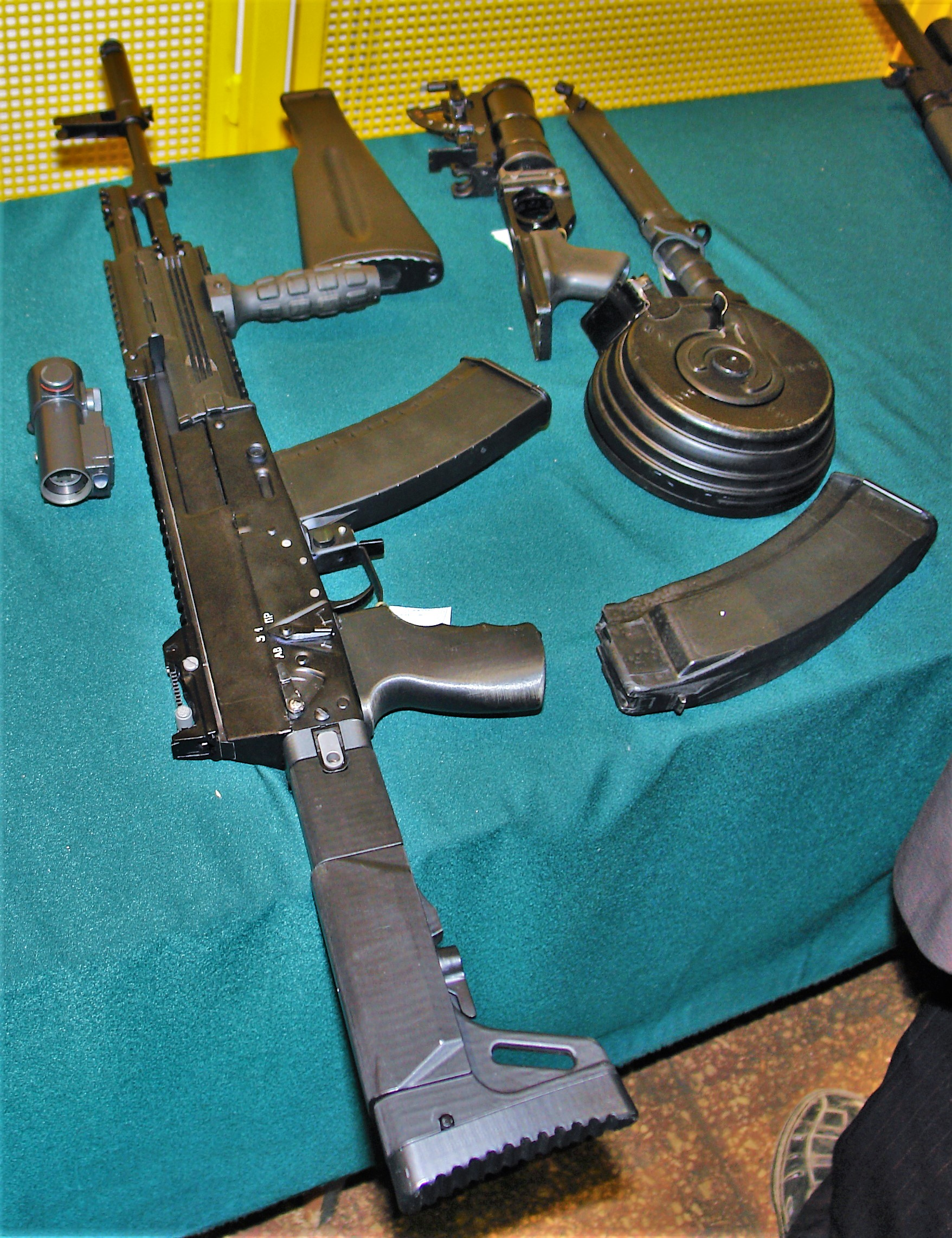
АК-12 з барабанним магазином на 95 набоїв

#### Подвійний магазин барабанного типу

Подвійний барабанний магазин C-Mag.

Перед Другою світовою війною німці розробили 75-зарядний подвійний магазин magazines для використання з кулеметами MG-13 та MG 15. В кулеметі MG 34 також можна було використовувати подвійні магазини при встановлення спеціальної кришки подачі. 75 набоїв були рівномірно розподілені по кожній стороні магазина з центральної «вежею» подачі, де боєприпаси подавалися до затвора. Набої подавалися пружиною, з чергуванням подачі набоїв з кожного боку подвійного барабана, щоб кулемет не втрачав рівноваги.

### Дисковий
Дисковий магазин відрізняється від інших кругових магазинів тим, що набоїв зберігаються перпендикулярно осі обертання, а не паралельно, і зазвичай встановлюються зверху на вогнепальну зброю. Такий тип магазинів використовували в кулеметах Льюїса, Vickers K, Bren (лише при в авіаційних зразках), піхотному кулемети Дегтярьова та пістолеті-кулеметі American-180. Доволі незвичний зразок можна побачити на кулеметі Type 89, який живиться з двох касетних магазинів на 45 набоїв в формі чверті кола (в кожному магазині було місце для дев'яти 5-зарядних знімних обойм).

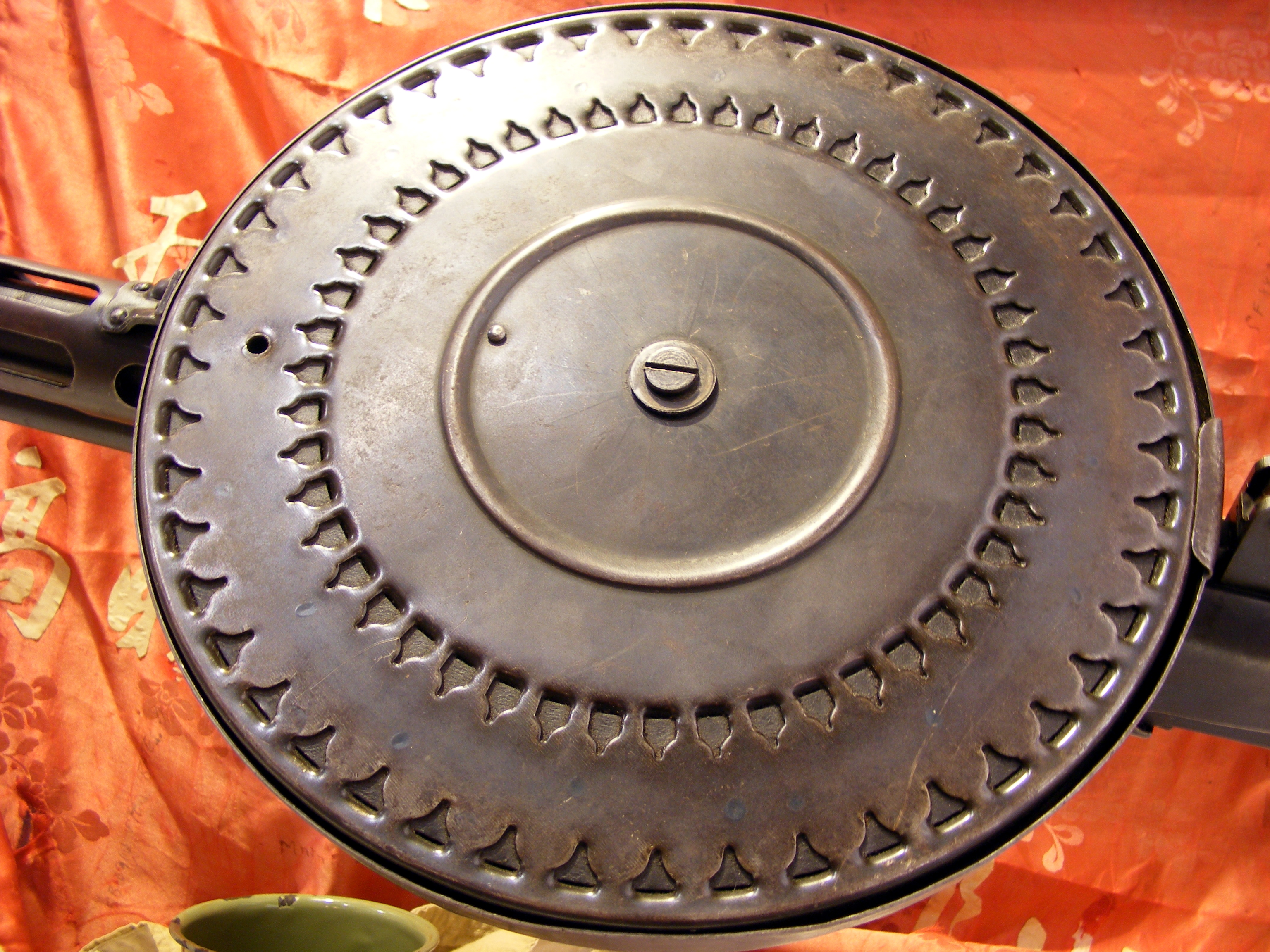
Дисковий магазин ДП на 47 набоїв
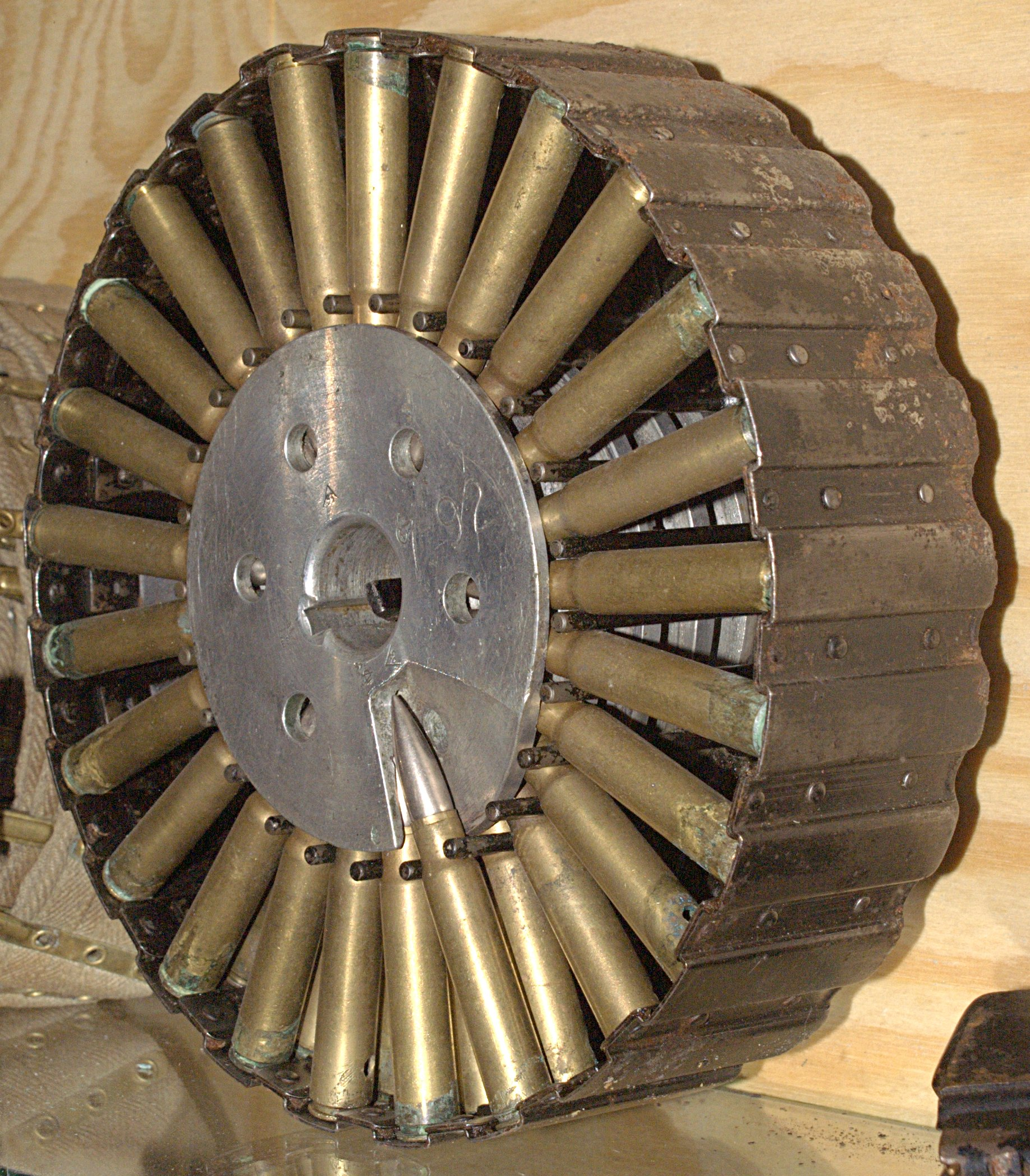
Кулемет Льюїса. Місткість дискового магазина — 97 набоїв

### Шнековий

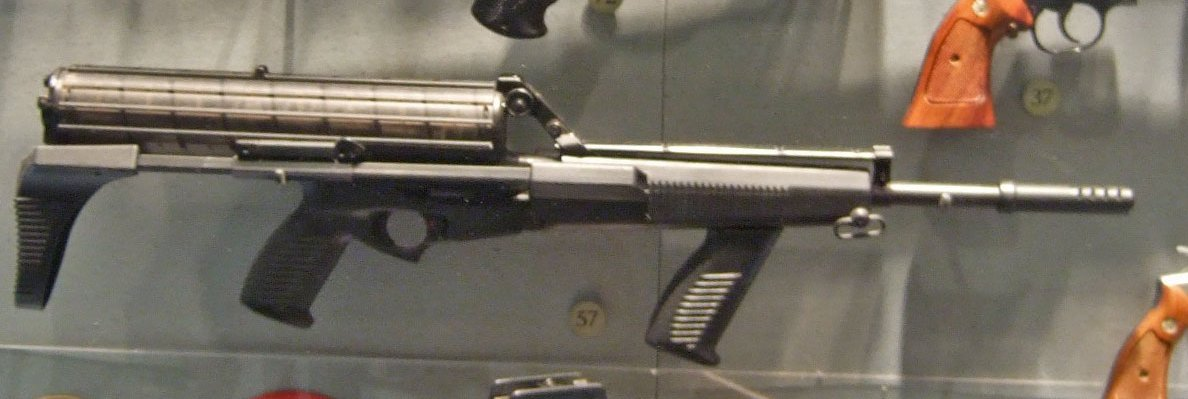
Calico стала першою конструкцією з шнековим магазином. На зображенні карабін M960.

Шнекові магазини є подальшим розвитком барабанних магазинів, де набої рухаються спіральним шляхом навколо штовхаючого механізму або привідного елементу, що дозволяє мати велику кількість набоїв у відносно компактному упакуванні (якщо порівнювати зі звичайними коробчастими магазинами схожої місткості). Серед ранніх конструкцій шнекових магазинів є конструкція запатентована невідомим винахідником через патентного агента Вільяма Едварда Ньютона в 1857 році та на внутрішній магазин магазинної гвинтівки Еванса, яка була запатентована в 1860-х роках. Подібний тип магазина використано в Calico M960, ПП-19, CS/LS06 та ПП-90М1. Північнокорейські військові використовують шнекові магазини місткістю від 100 до 150 набоїв в штурмовій гвинтівці Type 88. Шнекові магазини містять більше набоїв, проте мають складну конструкцію. Таким чином, їх важче заряджати та через них можуть виникати проблеми з живленням зброї.

## Стандарти

### STANAG (НАТО)

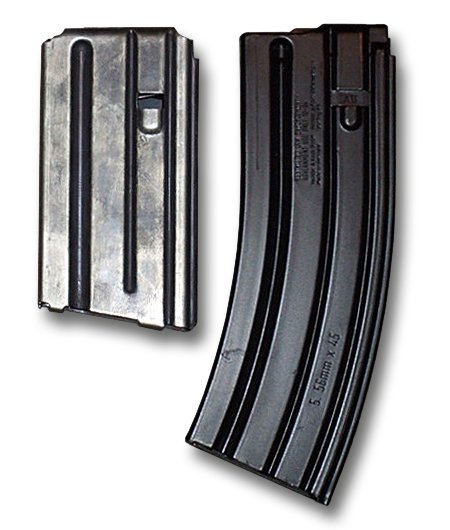
Два STANAG-сумісні магазини: на 20 набоїв виробництва Кольт та на 30 набоїв виробництва Heckler & Koch.

STANAG-сумісний магазин (англ. STANAG magazine) або натівський магазин — конструкція знімного магазина, що була запропонована НАТО в жовтні 1980 року. Невдовзі після прийняття на озброєння гвинтівкових набоїв 5,56×45 мм НАТО був запропонований стандарт і для магазинів: Standardization Agreement (STANAG) 4179. Він мав сприяти взаємній сумісності між магазинами та набоями військових з різних країн-членів альянсу та розв'язати проблеми з логістикою. Для стандартизації був запропонований магазин для автоматичної гвинтівки М16. Попри те, що зброя розрахована на цей магазин здобула великого поширення серед країн-членів, стандарт так і не був затверджений.

## Особливості
Усі магазини, в яких застосовують пружинний механізм подачі, мають недолік — втома металу в пружині веде до поганої або відсутньої подачі набоїв при наближенні до їх закінченні в магазині.
Швидкий але тимчасовий побутовий метод «боротьби» з такою проблемою — в магазин «недозаряджають» 1-2-3 набої.